# Aimé Picquet du Boisguy
Vous lisez un « bon article » labellisé en 2007.
Aimé Casimir Marie Picquet du Boisguy, né le 15 mars 1776 à Fougères, et mort le 25 octobre 1839 à Paris, est un militaire français et un général chouan pendant la Révolution française.
Encore enfant lorsque débute la Révolution française, Aimé Picquet du Boisguy se distingue par un engagement royaliste précoce. À 15 ans, il rejoint l'Association bretonne et devient aide de camp d'Armand Tuffin de La Rouërie. À 17 ans, il participe à la Virée de Galerne aux côtés des Vendéens puis prend la tête des chouans du pays de Fougères et de Vitré. À 19 ans, il est promu brigadier des armées du roi et général-lieutenant de l'Armée catholique et royale de Rennes et de Fougères.
Chef actif et bon tacticien, Boisguy fait des pays de Fougères et de Vitré la zone la plus importante de la chouannerie en Ille-et-Vilaine et l'une des principales de Bretagne. Il commande directement jusqu'à 5 000 hommes, disciplinés, bien organisés, parfois vêtus d'uniformes mais entravés par un manque de cavalerie et surtout par une absence totale d'artillerie.
En 1795, il refuse de signer le traité de la Mabilais, mais malgré plusieurs victoires il est contraint d'accepter la pacification de 1796, puis celle de 1800, étant à chaque fois parmi les derniers généraux chouans à déposer les armes.
Après la pacification, il refuse de rallier l'armée impériale et vit paisiblement à Paris sous l'Empire. Il reprend du service en 1816, lors de la Restauration et reçoit le commandement du département des Ardennes en tant que maréchal de camp. En 1830, il refuse de rallier la monarchie de Juillet, mais ne participe pas à l'insurrection de 1832. Il prend sa retraite et se retire à Paris, où il meurt de la goutte en 1839.

## Historiographie
La première mention d'Aimé Picquet du Boisguy apparaît en 1809, dans Histoire de la guerre de Vendée et des Chouans écrit par l'historien Alphonse de Beauchamp, de tendance républicaine modérée :

« Boisguy n'avait que dix-sept ans lorsqu'il devint chef de parti. Sans éducation comme sans principes, sans nulles connaissances de l'art de la guerre, mais chasseur intrépide, il s'était signalé par de nombreuses victoires sur les sangliers de la forêt. Une bravoure naturelle le servit et il ne tarda pas à se distinguer par la plus aveugle témérité. Du Boisguy dédaignait la tactique militaire, il marchait à la tête de sa troupe sans craindre ni les embuscades, ni les suites d'un engagement avec les forces supérieures ; quelques excursions heureuses lui valurent bientôt la réputation d'un chef redoutable. »

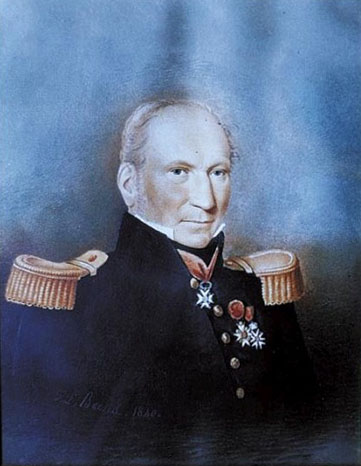
Toussaint du Breil de Pontbriand,
portrait réalisé en 1840.

En 1842, le colonel Toussaint du Breil de Pontbriand, compagnon d'arme, ami et beau-frère d'Aimé du Boisguy, entend corriger les précédents récits et rédige ses mémoires sur la chouannerie. Aidé par les notes d'autres officiers chouans, Pontbriand s'attache moins à écrire une autobiographie qu'à raconter la guerre dans les pays de Fougères et de Vitré.
Ainsi, Guy Aubert de Trégomain ancien officier chouan dans l'ouest de l'Ille-et-Vilaine lui écrit le 10 janvier 1843 :

« Je trouve vos réflexions parfaitement justes, mon cher Pontbriand. Je vois pourtant que vous demeurez dans l'indécision sur le parti à prendre. Cependant, nous devenons vieux, et après nous, on n'aura plus rien de précis sur les faits que vous reconnaissez être déjà défigurés par ceux qui ont essayé d'en écrire l'histoire. Nulle part on a combattu avec autant de vaillance que dans les arrondissements de Fougères et de Vitré. Ce qu'on a fait dans le Morbihan n'est rien en comparaison, et pourtant, personne ne rend à du Boisguy, qui a montré tant de courage et d'énergie, la justice qui lui est due. Votre Mémoire remplirait admirablement cette lacune. Je n'attache pas autant d'importance que vous à ce que l'ouvrage puisse être lu par le peuple. Le peuple ne lit guère et, d'ailleurs, la génération actuelle est mal disposée pour cette lecture. C'est dans l'histoire que je voudrais que l'héroïsme de cette lutte, entreprise et soutenue avec persévérance par une population dénuée de toutes ressources, fût présenté à l'admiration de la postérité. »

Les mémoires de Pontbriand ne sont publiées qu'en 1897. Cependant, ses notes sont reprises par des historiens royalistes comme Jacques Crétineau-Joly en 1842 et Théodore Muret en 1851.

## Description physique et traits de caractère

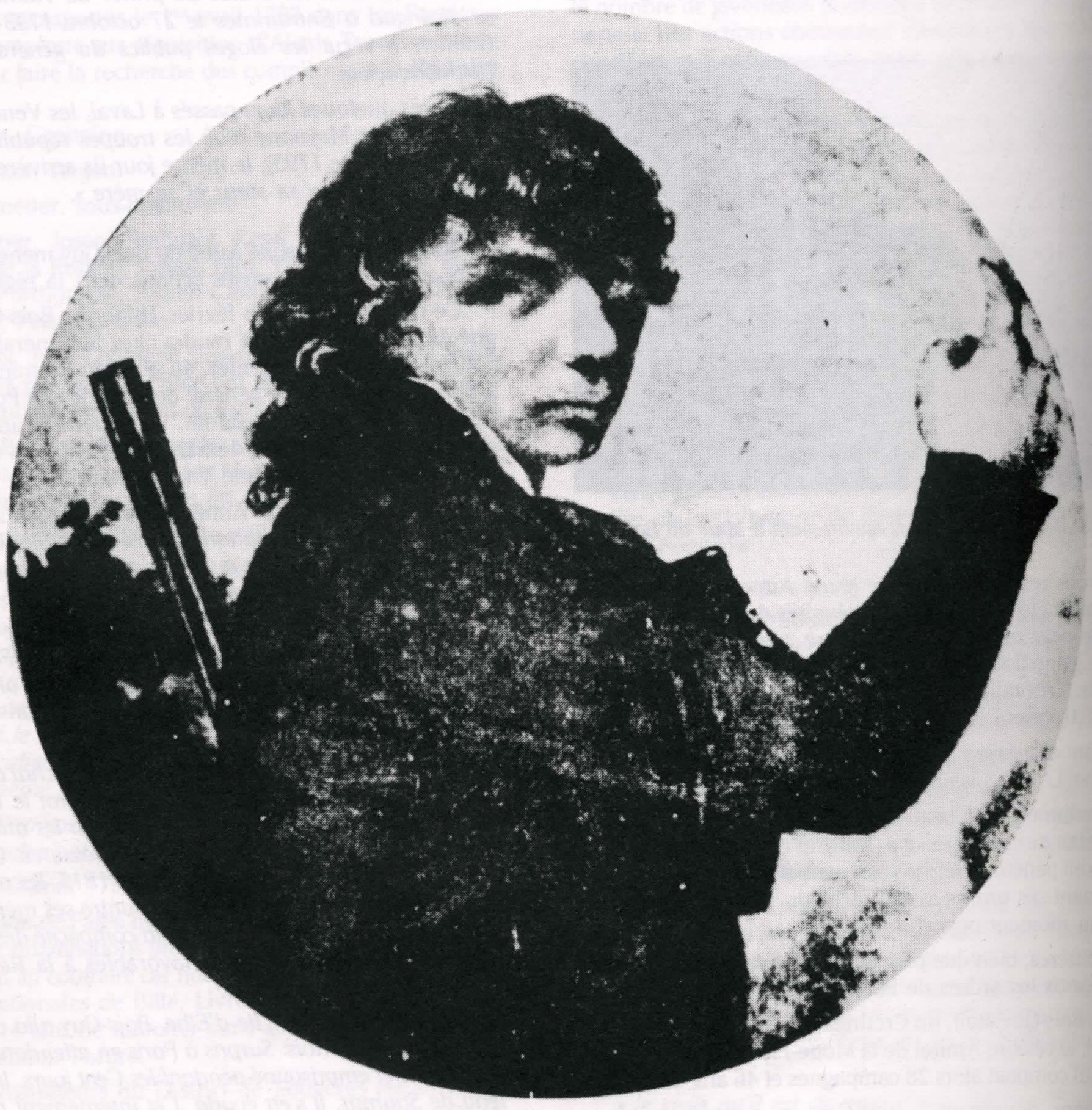
Aimé du Boisguy, d'après une miniature

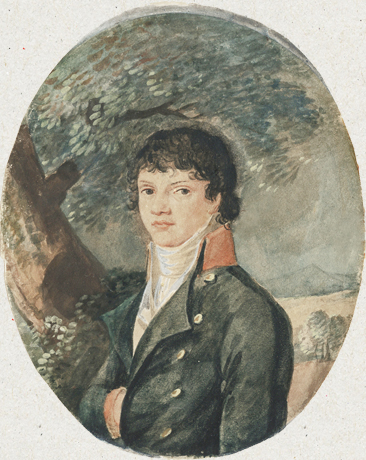
Portrait présumé d'Aimé du Boisguy, auteur anonyme

Dans ses mémoires, le colonel de Pontbriand écrit :

« Aimé du Boisguy avait un caractère gai, franc, ouvert ; à une bravoure qu'on ne pouvait surpasser, il réunissait la prudence dans les occasions importantes. Il avait un coup d'œil pénétrant et savait, dans un instant, choisir les positions favorables pour placer ses troupes et profiter des dispositions du terrain. Calme au milieu de l'action, il suivait avec soin les mouvements de l'ennemi, il donnait ses ordres avec précision et s'il le voyait s'ébranler ou incertain, il s'écriait : « Il est temps, amis, suivez-moi ! Ils sont à nous ! » et, le premier, il se précipitait sur lui. »

« Les plus atroces calomnies ont été répandues sur les chefs royalistes, et surtout sur du Boisguy, par les féroces Jacobins, qui n'ont jamais épargné un seul des Royalistes tombés entre leurs mains ; cependant, l'humanité de ce chef est prouvée dans une foule de circonstances, et le nombre des prisonniers qui se sont trouvés dans les rangs de sa division et dans tous ceux des armées royales, à l'époque de la pacification, témoigne assez combien tous étaient éloignés d'user de représailles, lorsqu'ils pouvaient l'éviter sans nuire à leur parti. »

Pour ce qui est de la description physique Paul-Marie du Breil de Pontbriand donne d'Aimé du Boisguy, la description suivante en 1793 : 

« Il venait d'avoir 17 ans depuis deux jours. C'était à ce moment un robuste jeune homme, d'une taille un peu au-dessus de la moyenne, 5 pieds 2 pouces soit environ 1,73 m ; les cheveux et les sourcils noirs ; les yeux bruns ; la barbe, il n'y avait probablement pas à en parler mais plus tard, elle fut également très brune ; le teint, cependant était clair et vermeil ; le nez plutôt fort des natures vigoureusement trempées ; la figure ronde et souriante, avec un air de mâle assurance ; la lèvre supérieure et les coins de la bouche légèrement relevés, accusant l'énergie et pouvant aussi quelquefois exprimer de dédain ; sur tout cet ensemble, un rare cachet de distinction. »

Le 6 mars 1800 le certificat de rentrée de du Boisguy donne de lui une description d'après un officier républicain : 

« Je soussigné, commandant de l'arrondissement, atteste et certifie que le nommé Aimé-Casimir Picquet, natif de Fougères, domicilié à Parigné, âgé de 24 ans, taille 5 pieds 2 pouces et demi, cheveux, barbe et sourcils noirs, yeux bruns, nez gros, bouche moyenne, la lèvre supérieure un peu relevée, figure ronde assez vermeille, allant à Paris, m'a remis un bon fusil de munition ce jour 15 ventôse an VIII et a signé ; Aimé-Casimir Picquet »

## Famille

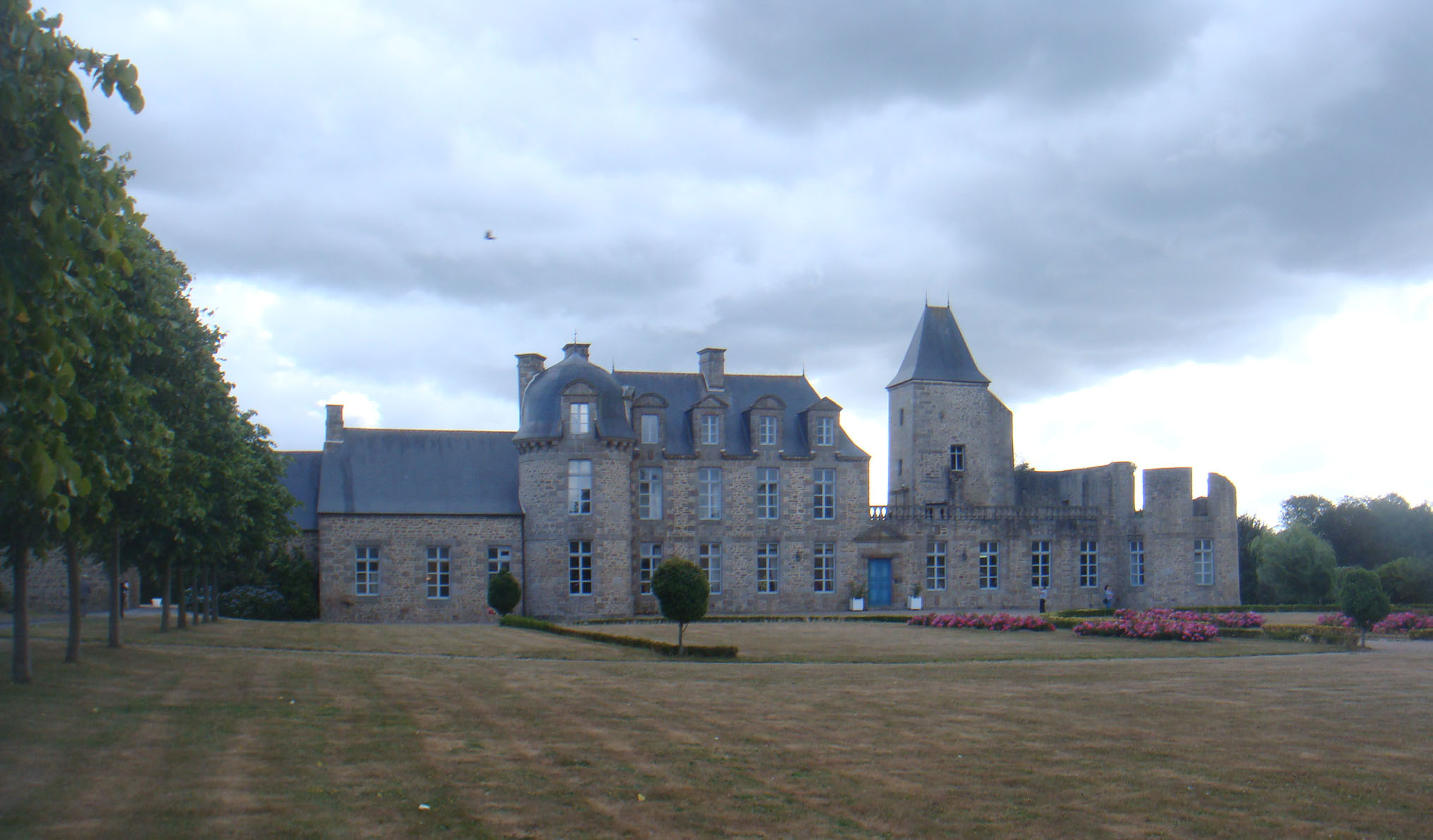
Le château du Bois-Guy, à Parigné.

Aimé Picquet du Boisguy naît à Fougères le 15 mars 1776 dans l'hôtel que possède sa famille ; il est baptisé le jour même à l'Église Saint-Léonard de Fougères. Il est issu d'une famille notable attachée au Parlement de Bretagne, partagée en deux branches, l'ainée de La Motte, et la cadette de Mélesse et du Boisguy. Il est le fils de Bonne Joséphine Françoise du Boislebon et d'Alexandre Marie Picquet du Boisguy, et est le benjamin d'une famille de cinq enfants, sans compter plusieurs autres morts en bas âge : Joséphine Bonne Charlotte, Colette Appoline Marie, Guy Marie Alexandre et Louis Marie. La famille vit au Château du Bois-Guy dans la paroisse de Parigné, mais elle possédait aussi le château de la Bécannière à Javené.
Sur les conseils de son grand-oncle Toussaint-Guillaume Picquet de La Motte, les parents d'Aimé destinent leur fils à servir dans la marine royale. Après ses études à Rennes, Aimé du Boisguy s'apprête en 1789, à l'âge de 13 ans, à entrer à la garde-marine de Brest lorsque la Révolution survient et lui fait interrompre ses études.

## L'Association bretonne

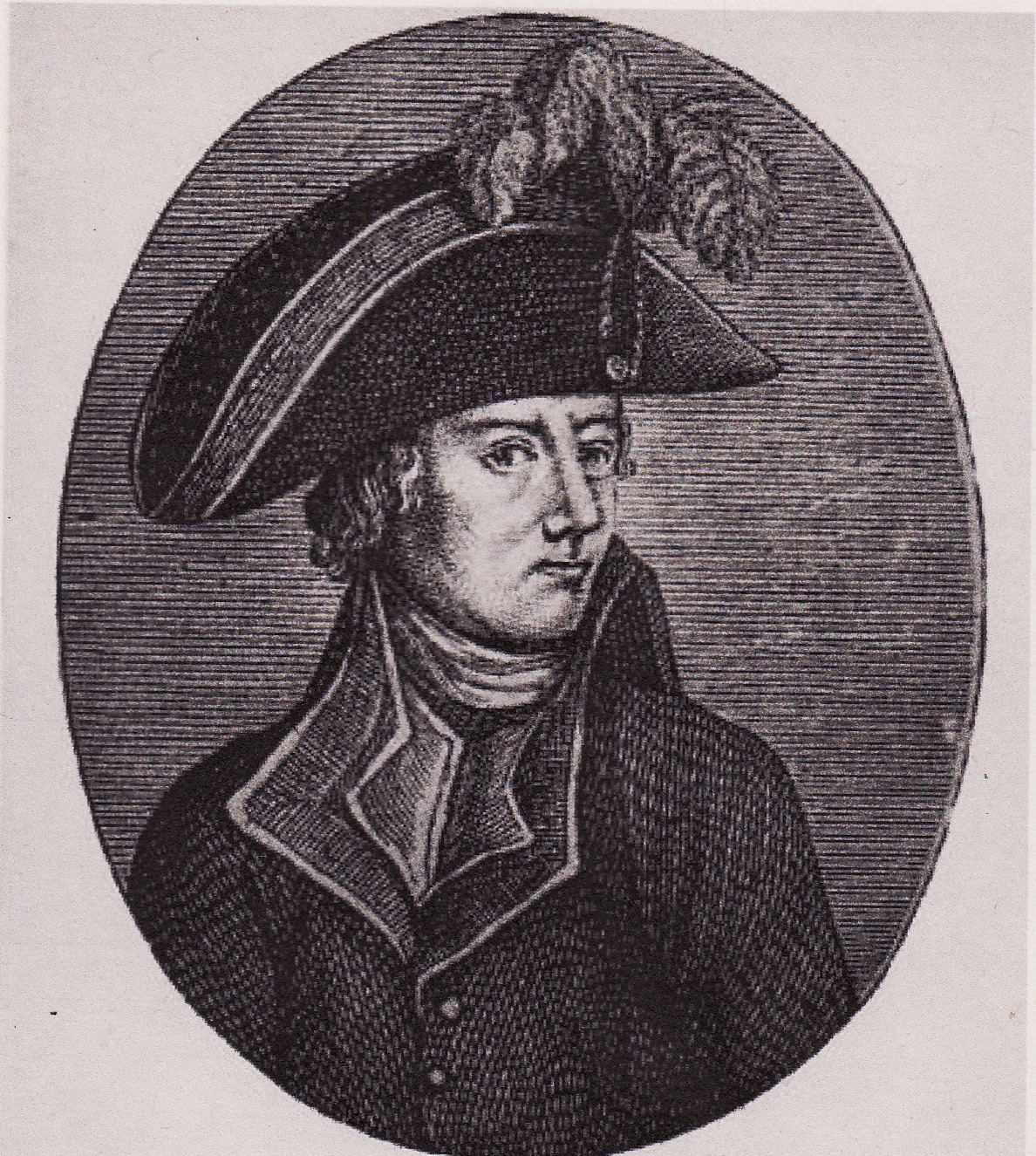
Armand Tuffin de La Rouërie

En 1791, le général Armand Tuffin, marquis de La Rouërie, fonde l'Association bretonne afin de s'opposer à la Révolution française. Le marquis, lui-même originaire de Fougères, est une des connaissances de la famille Boisguy, il repère rapidement les capacités d'Aimé du Boisguy, comme le rapporte Toussaint de Pontbriand :

« M. Le marquis de la Rouërie, ami de la famille, avait conçu le plan de la plus vaste conjuration qui ait été formée pendant nos troubles, et s'entretenait souvent devant lui de ses projets. L'âme ardente du jeune homme écoutait avidement ces discours ; son sang bouillonnait au récit des outrages dont on abreuvait le Roi et la famille royale ; il faisait des vœux pour vieillir, afin d'avoir la force nécessaire pour combattre leurs ennemis. Le marquis lui dit un jour : « Sois tranquille, Aimé, je te mettrai bientôt à même d'exercer ton courage, tu seras mon aide-de-camp. » Ce fut ce mot qui décida de son sort. »

À l'âge de 15 ans, Boisguy entre dans la conjuration et devient commissaire et commandant de cavalerie à Fougères.

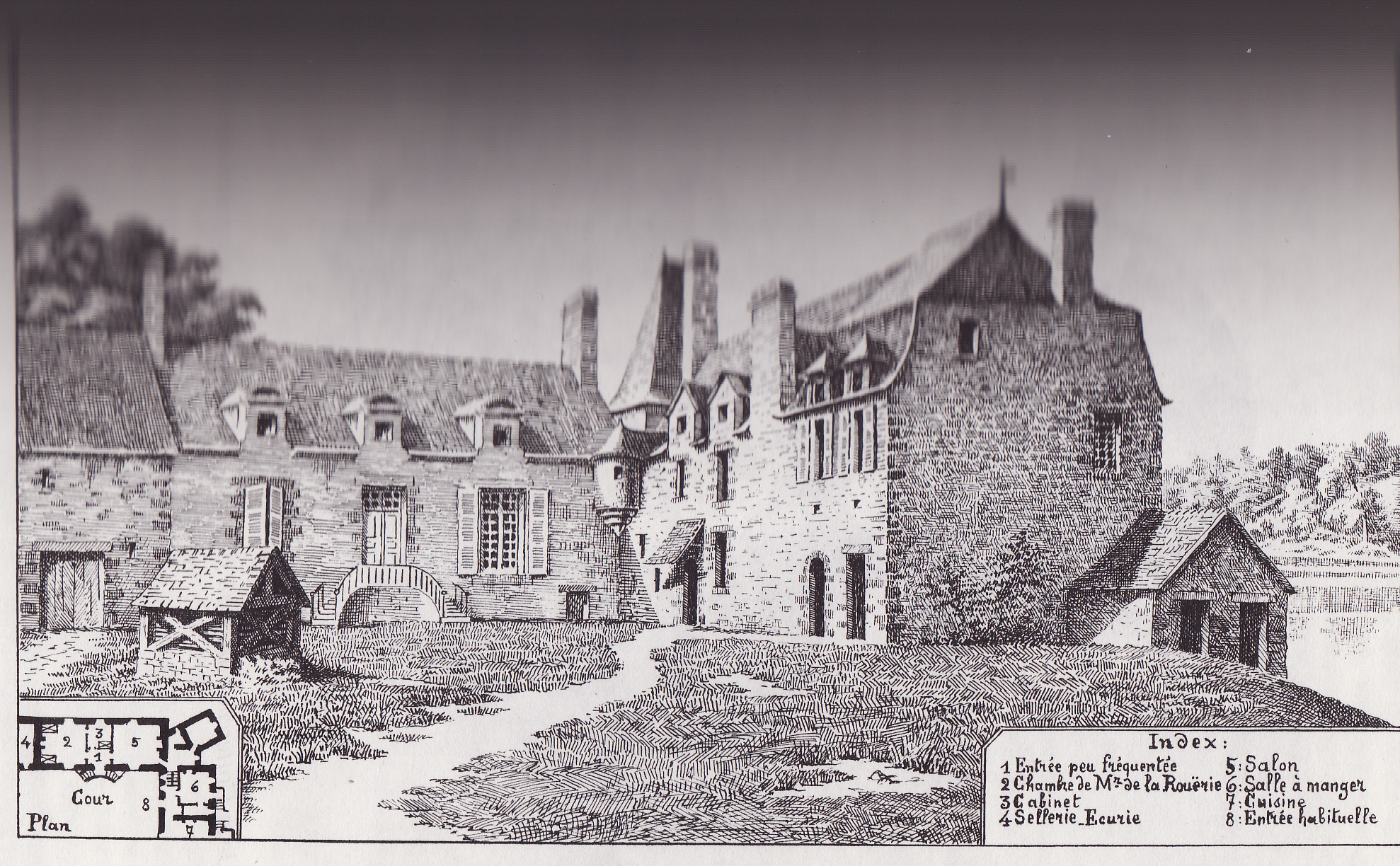
Château de Launay-Villiers.

Lorsque La Rouërie se réfugie en Mayenne, au château de Launay-Villiers qui appartient à un de ses amis, le chevalier de Farcy, Aimé Picquet du Boisguy séjourna même au château de Launay-Villiers.
Durant la Révolution, le père d'Aimé, Alexandre-Marie Picquet, chevalier, « haut et puissant » seigneur du Boisguy, est arrêté pour un motif inconnu et incarcéré. Il meurt le 7 janvier 1794 en prison à Gentilly. Au début de l'année 1793, Guy Picquet du Boisguy, le frère aîné d'Aimé, prend le chemin de l'émigration. La même année, sa sœur Joséphine et d'Argencé, l'époux de celle-ci, sont arrêtés et emprisonnés.
Cependant la conjuration est démantelée à la suite de la trahison de Valentin Chevetel et au recul des troupes de la coalition après la bataille de Valmy. La Rouërie, contraint d'entrer en clandestinité, tombe malade et meurt le 30 janvier 1793 au château de la Guyomarais à Saint-Denoual. Lalligand-Morillon fait exhumer le corps du marquis et lui tranche la tête avant de faire arrêter des dizaines de conjurés grâce aux indications de Chevetel. Le 18 juin douze membres de l'association sont guillotinés à Paris. Cependant Thérèse de Moëlien de Trojolif, cousine de La Rouërie, a le temps, peu avant son arrestation et son exécution, de détruire la liste des associés. Grâce à elle, Boisguy, ainsi que la majorité des conjurés échappent aux recherches.

## L'insurrection de mars 1793

### La révolte de la Saint-Joseph

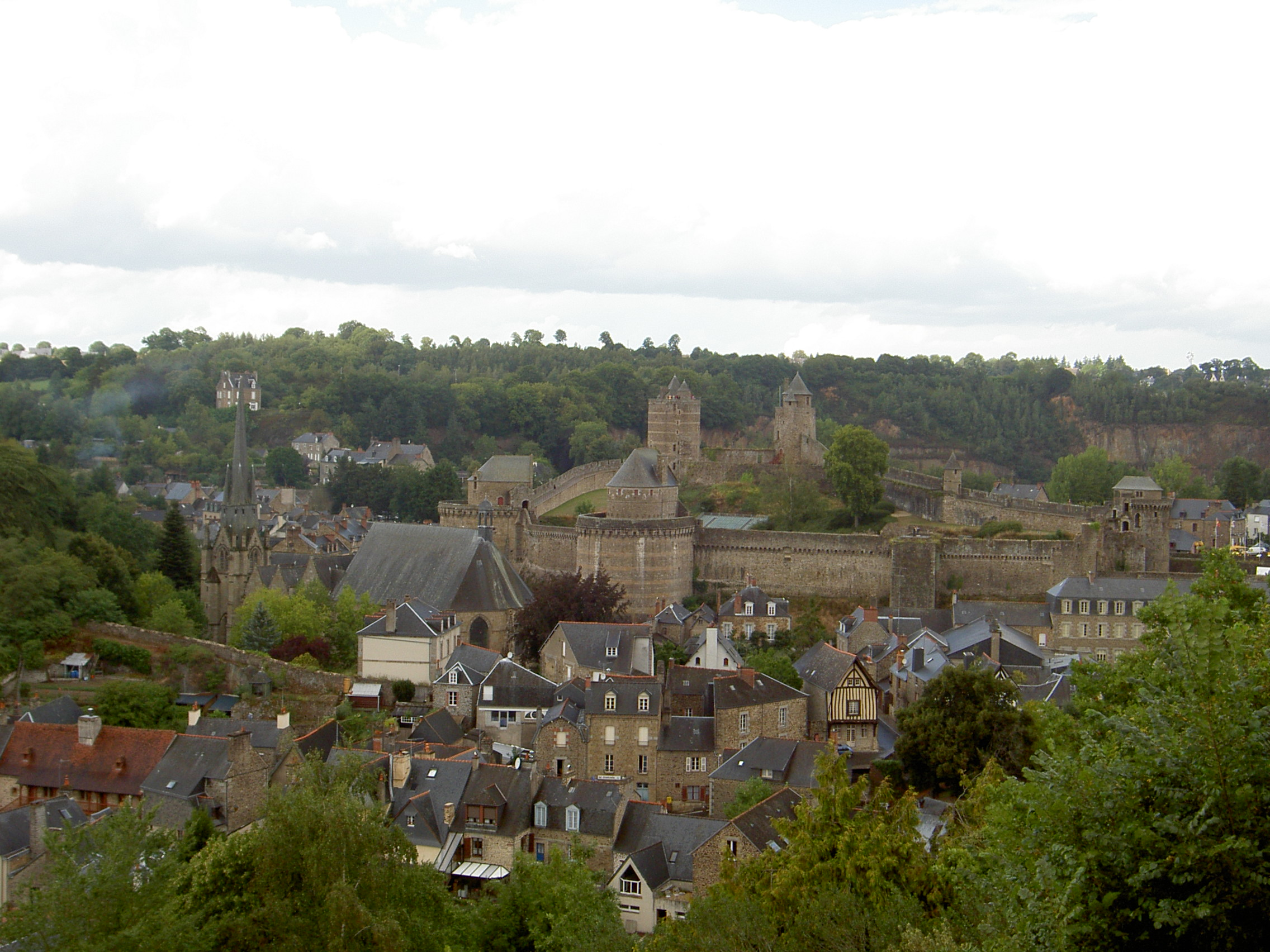
Le château de Fougères, il servait de prison et le tribunal y siégeait pendant la Révolution

Mais en mars 1793, de nouveaux troubles apparaissent. Le matin du 19 mars les paysans du Pays de Fougères, déjà excédés par les arrestations des prêtres réfractaires, se révoltent contre la conscription dans le cadre de la levée en masse. Vingt paroisses s'insurgent et 4 000 paysans se rassemblent à Fleurigné. À Laignelet, le prêtre constitutionnel est maltraité et son presbytère pillé, à Landéan un commissaire est fait prisonnier. À Parigné, Boisguy, surpris par la révolte, sort accompagné de son garde-chasse Decroix, afin de s'informer des évènements lorsqu'il rencontre de jeunes paysans de Parigné qui se rendent au rassemblement, ceux-ci s'exclament « Ah, voici notre petit seigneur : il sera notre général ». Boisguy les suit armé seulement d'un bâton et est bientôt rejoint pas son frère Louis,,.
Le 19 mars, à 5 heures du matin, une colonne de 60 gardes nationaux, accompagnée d'une pièce de canon, sort de Fougères et se dirige sur Fleurigné pour procéder au recrutement, mais environnés par les paysans, les patriotes sont capturés. Les insurgés s'emparent des canons, mais ils ne les gardent pas longtemps, quelques heures plus tard, ils sont attaqués par un bataillon de 300 Chasseurs à pied. Devant ces soldats d'élite, les paysans s'enfuient, laissant des prisonniers et 3 hommes tués, contre personne pour les Républicains, et abandonnant leurs canons et leurs prisonniers,,,.
Menés par Julien Bossard, le maire de Landéan, les paysans décident alors de marcher sur Fougères. Pour sa défense, la place dispose de 400 gardes nationaux et d'une vingtaine de gendarmes tandis que les patriotes estiment à pas moins de 7 000 hommes le nombre des révoltés dans le district. Cependant les représentants en mission Billaud-Varenne et Sevestre alors de passage entament des négociations avec les insurgés, un de leurs chefs, Trauroux de Kermarec les dissuade d'attaquer une ville si bien fortifiée, aussi envoient-ils sept délégués dans la place afin de réclamer la fin de la conscription. À l'issue de longues discussions les patriotes finissent par accepter ne cesser le recrutement. Mais cette déclaration ne convainc pas tous les insurgés, à sept heures du soir, ceux-ci tentent de pénétrer dans la ville. Les gardes nationaux ouvrent alors le feu, tirent à coup de canons et repoussent les paysans qui laissent deux morts beaucoup de blessés et des prisonniers contre seulement quelques blessés pour les patriotes,,.

### La répression
Après leur défaite, les paysans se dispersent, mais le 20 mars, le maire du bourg de Parcé, son frère et un autre patriote sont fusillés par des insurgés. Les Républicains passent alors à la répression. Réunissant 600 gardes nationaux des communes patriotes du pays de Fougères et de ses alentours, les patriotes reprennent le contrôle des paroisses insurgées, livrent quelques escarmouches et capturent plusieurs paysans. Le 24 mars, l'insurrection est matée, au total les paysans ont perdu 15 hommes tués et une centaine de prisonniers. Une commission militaire se met alors en place pour juger les révoltés, plusieurs sont condamnés à mort. Le 13 avril, la guillotine fonctionne pour la première fois à Fougères et décapite 10 personnes, la plupart exécutés pour la mort du maire de Parcé, d'autres sont fusillés mais leur nombre n'est pas connu, 59 autres prisonniers sont relâchés, d'autres sont condamnés à de la détention, dont Bossard, et enfermés ans le château de Fougères. Puis le 21 mai, 27 prisonniers passent en jugement, 4 d'entre eux, dont une femme, sont condamnés à mort et guillotinés le lendemain. Parmi eux, un des chefs, Julien Auguste Le Tanneur des Villettes, dont la tête est exposée sur le clocher de Landéan,,.
Enfin le tribunal condamnent douze personnes à mort par contumace, parmi lesquels Aimé, Louis, Colette Picquet du Boisguy, ainsi que leur mère, Decroix et d'autres meneurs ; Michel Larcher-Louvière et La Tuolais
Grâce à la complicité de la municipalité de Parigné, la mère et la sœur de Boisguy parviennent à se cacher pendant un mois dans leur propre château avant d'être dénoncé. Elles peuvent fuir à temps mais les neuf membres du conseil municipal sont arrêtés et exécutés. Les frères du Boisguy entrent alors en clandestinité pendant six mois ils se cachent avec quelques déserteurs et réfractaires dans la forêt de Fougères, Toussaint du Breil de Pontbriand écrit sur cette période : 

« La triste vie que menaient les proscrits de Fougères et de Vitré […] n'offre rien qui soit digne à l'histoire ; leur nombre s'augmentait tous les jours de tous les réfractaires ; mais que dire de malheureux cachés au fond des souterrains creusés dans les forêts, et qui n'en pouvaient sortir que la nuit pour chercher des vivres ; des poursuites continuelles faites par de nombreux détachements d'ennemis qui couvraient le pays? Quelques affaires partielles, des actes de vengeances particulières contre les dénonciateurs, ou d'une froide férocité de la part des Républicains, sont les seuls faits qu'on pourrait rapporter, et dont le détail n'est même pas bien connu. »

## La virée de Galerne

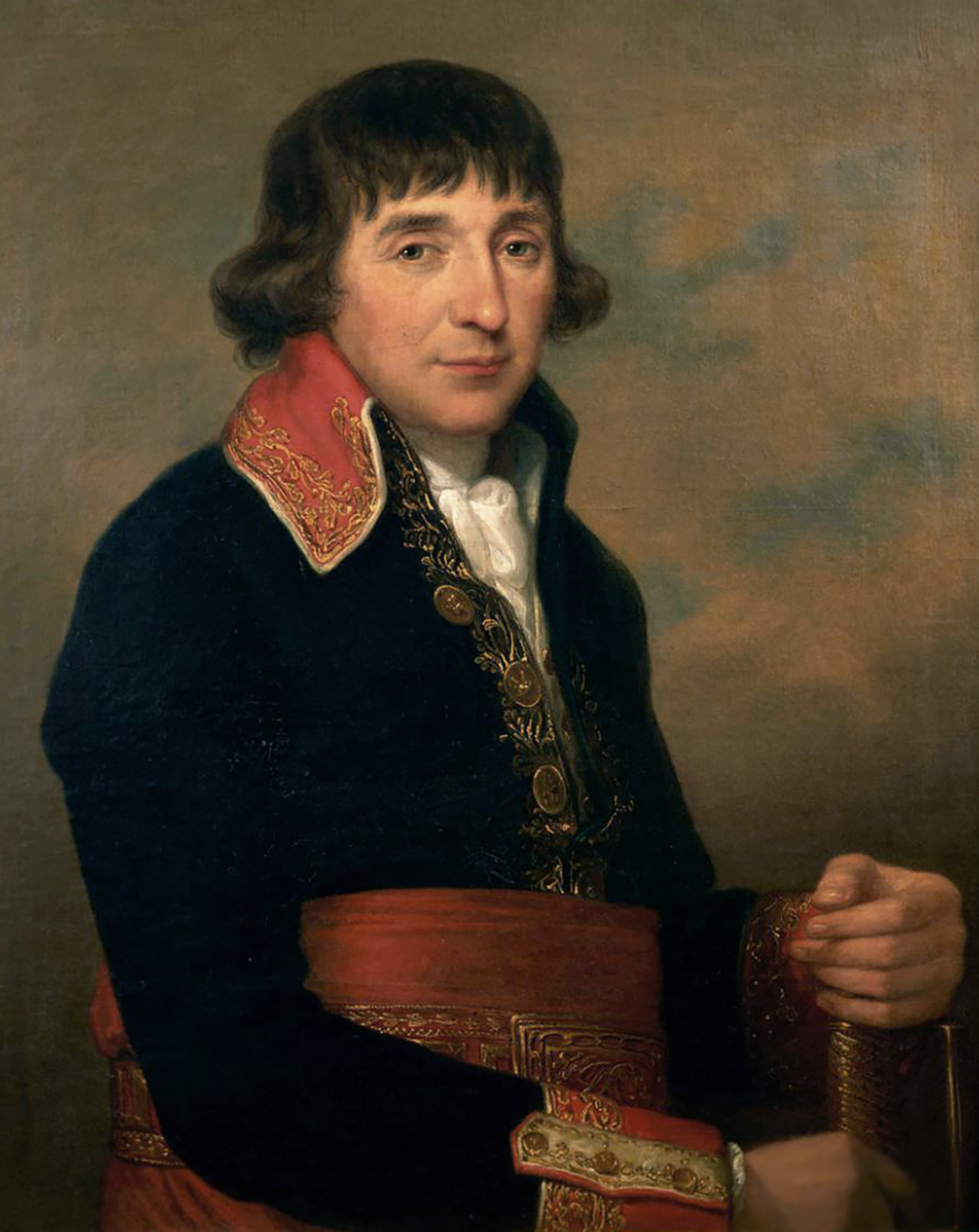
Augustin de l'Espinasse
peinture d'Angelica Kauffmann, 1798
Musée de l'Armée, Paris

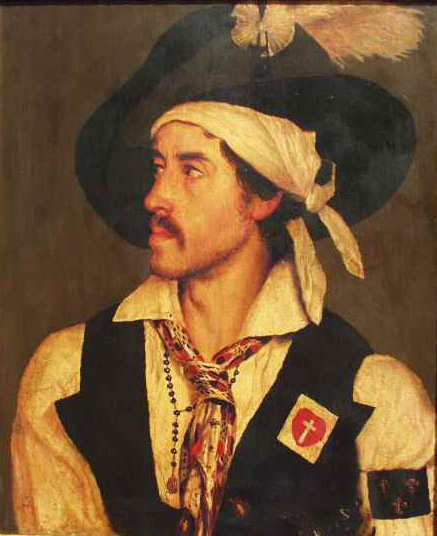
Jean Chouan

Le 20 octobre 1793, les frères du Boisguy apprennent que les Vendéens de l'Armée catholique et royale, forts de 25 000 hommes, ont traversé la Loire. Aussitôt ils rassemblent 260 réfractaires du pays de Fougères qui les reconnaissent pour chefs et se rendent à la forêt du Pertre, où ils se joignent le 23 aux bandes du pays de Vitré, dirigées par Louis Hubert et le chevalier de la Hardonnière, et aux Mainiots de Jean Chouan et des frères Pinçon.
Sur la proposition d'Aimé du Boisguy, la troupe, forte d'environ 800 hommes assez bien armés, marche sur La Gravelle défendu par 200 soldats, dans le but de se procurer davantage d'armes. Deux femmes, envoyées comme éclaireurs dans la journée reviennent et affirment que tout est normal, elles leur apprennent en outre que Laval est tombée aux mains de Vendéens le 22 octobre. Les royalistes se divisent alors en trois groupes et attaquent pendant la nuit du 24 octobre. Mais il se trouve qu'en fait, 1 600 soldats républicains commandés par le général Augustin de Lespinasse occupent le bourg. Il s'agit en fait de fugitifs de la bataille de Laval arrivés dans la soirée, épuisés et démoralisés, ils dorment presque tous au moment de l'attaque et ne peuvent opposer aucune résistance. Croyant avoir affaire à toute l'armée vendéenne, les bleus mettent bas les armes sans combattre. Aimé du Boisguy capture lui-même le général Lespinasse qui se rend contre la promesse de vie sauve pour ses hommes. En un instant 1 200 soldats républicains sont faits prisonniers, les 400 autres, dispersés dans les fermes environnantes, peuvent s'échapper. Les royalistes gagnent 1 200 fusils durant l'opération, ainsi que 32 chevaux. Les prisonniers républicains sont relâchés et conduits vers Vitré contre le serment de ne plus jamais combattre dans l'ouest.

« Beaucoup de paysans manceaux et bretons vinrent se joindre à nous. J'en vis arriver une troupe qui criait : Vive le roi et qui portait un mouchoir blanc au bout d'un bâton. En peu de temps il y en eût plus de 6 000 : on donnait à ce rassemblement le nom de Petite-Vendée. Tous les insurgés bretons étaient reconnaissables à leurs longs cheveux et à leurs vêtements, la plupart en peaux de chèvres garnies de leurs poils. Ils se battaient fort bien mais le pays ne se soulevait pas en entier. »

— Victoire de Donnissan de La Rochejaquelein, Mémoires.
À la suite de cette victoire, Boisguy est comme chef des Bretons mais l'entente n'était cependant pas très bonne entre les Mainiots et les Bretons qui faisaient bande à part. Le 25 octobre, la petite troupe fait sa jonction à Laval avec l'armée catholique et royale, mais à peine arrivés, les Républicains passe à l'attaque, Boisguy se lance alors au combat et se distingue durant la bataille de Croix-Bataille où il prend à revers les forces du général Westermann qui sont mises en déroute.
Les frères du Boisguy et Jean Chouan sont incorporés dans les troupes du général Talmont. Le lendemain est livrée la bataille d'Entrammes, où l'armée républicaine, pourtant forte de 20 000 hommes, est écrasée. Au terme du combat, du Boisguy reçoit avec ses hommes les félicitations publiques de Henri de La Rochejaquelein, général en chef de Vendéens.
Le 2 novembre, Mayenne est prise, Boisguy, arrivé dans la ville, s'inquiète pour sa sœur Joséphine, mariée à Urbain Marie le Febvre d'Argencé et emprisonnée avec son mari dans les prisons de la ville. Mais ils s'avèrent ne plus être dans la place, les républicains ayant fait évacuer leurs prisonniers vers Chartres. La deuxième sœur et la mère de Boisguy rejoignent l'armée vendéenne à Mayenne. Le 3 novembre, lors de la bataille de Fougères, Boisguy, pour son retour dans sa ville natale, guide la cavalerie vendéenne qui s'empare du château. La ville prise, les recrues royalistes fougeraises sont placés sous les ordres du médecin Hippolyte Putod. Boisguy recrute de nombreuses troupes et reçoit le grade de lieutenant-colonel dans l'armée vendéenne mais il est jugé trop jeune pour siéger au conseil vendéen.

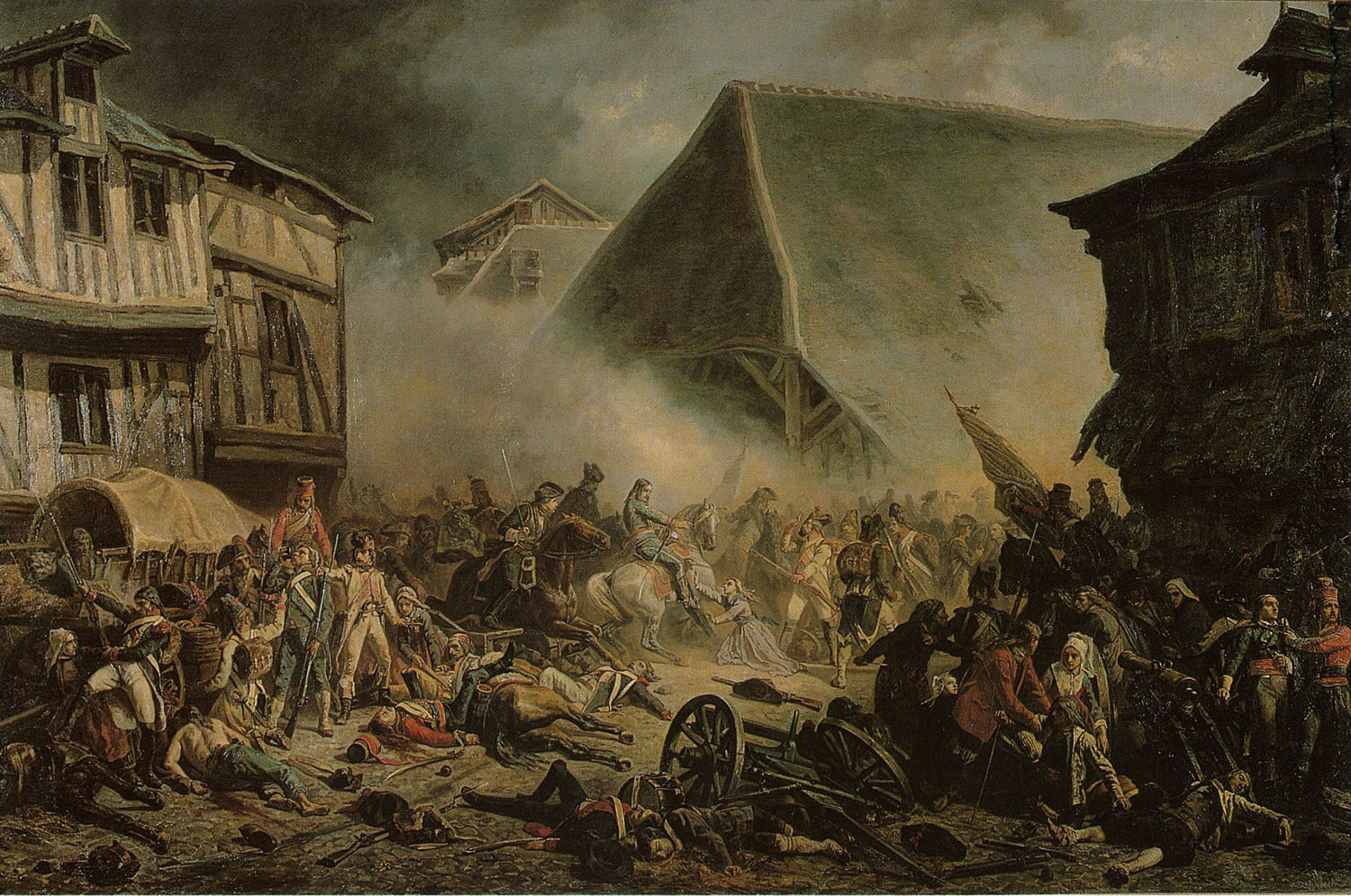
La bataille du Mans, peinture de Jean Sorieul, 1852.
Musée de la Reine Bérengère, Le Mans.

Puis le 14 novembre, les Vendéens mettent le siège devant Granville. Une partie des forces vendéennes parvient à entrer dans la ville, Du Boisguy s'y trouve à la tête d'une troupe de 400 Bretons de la Petite-Vendée, il combat pendant deux heures dans les rues de la ville mais subit des pertes importantes et est finalement repoussé. L'attaque de Granville est un cuisant échec pour les Vendéens qui doivent battre en retraite.
Le 16 novembre, Boisguy fait partie de la petite avant-garde qui s'empare de Villedieu-les-Poêles, mais le gros de l'armée ne suit pas et il doit se replier sur Avranches. Le 21 novembre, il livre la sanglante bataille de Dol. Les frères du Boisguy se sont enfoncés dans les terres avec 200 hommes afin de se procurer du pain lorsqu'ils apprennent le début de la bataille. Ils accourent sur les lieux du combats, réunissent d'abord 1 200 hommes avec les chefs de Vitré, puis rejoignent La Rochejaquelein et Talmont qui combattent et écrasent les forces de Westermann, cette intervention décisive permet aux Vendéens de remporter la victoire sur une armée de 22 000 Républicains. Le lendemain Antrain est prise. Après la bataille, Boisguy reçoit les félicitations du prince de Talmont.
Cependant les Vendéens décident de rentrer chez eux contre la volonté de leurs généraux, cette mesure démoralise les hommes de la Petite-Vendée qui se dispersent lors de la traversée de Fougères, Mayenne et Laval au cours du voyage retour, néanmoins du Boisguy, qui n'a plus que 250 hommes sous ses ordres, reste dans l'armée. Le 3 décembre, les Vendéens attaquent Angers afin de pouvoir regagner la Vendée militaire, Boisguy combat aux pieds des murailles de la ville et une vingtaine de ses hommes sont tués lors de cette bataille, tandis que son frère se distingue en essayant d'enfoncer la porte de la route de Laval à coup de hache avec une cinquantaine d'hommes.
La Rochejaquelein gagne ensuite la bataille de La Flèche et la bataille de Pontlieue et s'empare du Mans. Mais le 13 décembre, les Républicains attaquent la ville. La Rochejaquelein ne peut rassembler que 3 000, dont la troupe de Boisguy, pour repousser la première offensive mais les Vendéens sont finalement écrasés. Le combat se déroule dans une grande confusion, les frères du Boisguy ne peuvent rallier que 60 de leurs hommes et quittent la ville à 9 heures du soir, entendant la reprise des combats, ils y retournent avec une vingtaine d'hommes et combattent jusque sur la grande place. Boisguy perd de vue son frère durant la bataille mais parvient à s'enfuir. Les blessés, les femmes et les enfants laissés sur place sont massacrés par les Républicains. Le 15 décembre, à Laval, Boisguy se sépare des Vendéens et regagne le pays de Fougères. Au retour, son groupe de combattants ne compte plus que 80 hommes. Il retrouve son frère le 17 décembre, sa mère et sa sœur Colette, restés dans le pays de Fougères ont également survécu à la Virée de Galerne.

## La chouannerie

### Le pays de Fougères
Lemas fait la description suivante du pays : 

« Un soulèvement devait être d'autant plus terrible dans cette région que la nature semblait avoir voulu créer le pays de Fougères pour une guerre de surprise et d'embuscade. Couvert de collines escarpées et rocheuses, son sol est divisé en milliers de champs d'une moyenne grandeur qui tous sont enclos de hauts remblais. Sur ces remblais sont plantés des arbres de futaie, hêtres, châtaigniers, chênes ; sur les talus, des ajoncs, des genêts, des ronces, toutes sortes de plantes épineuses. Chaque champ est un camp retranché, une véritable forteresse, et cet ensemble de champ avec leurs lisières d'arbres, vu d'une hauteur, donne de la perspective qui se déroule l'idée d'une immense forêt sans fin. Entre ces champs, pour les desservir, courent de petits chemins tortueux, encaissés, en pentes, qui, cachés sous les feuillages des grands arbres, sont toujours humides et inabordables l'hiver. Cinq grandes routes traversait le district de Fougères en 1793 et mettaient le chef-lieu en relation avec Rennes, Antrain, Saint-Hilaire-du-Harcouët, Ernée, et Vitré. Ces routes elles-mêmes étaient mal entretenues, presque toujours en déblai, bordées par des rochers et de hautes levées de terres couvertes d'ajonc impénétrables où les contrebandiers et les voleurs de grand chemin trouvaient des abris inaccessibles. Avec de pareilles routes, avec des champs aussi bien disposé pour se cacher et se dérober, avec ces lignes d'arbres qui ne permettaient pas à la vue de s'étendre à plus de cent mètres, le territoire du district de Fougères présentait tout ce qu'il y a de plus favorable pour une guerre de partisans et de guet-apens. »

Dans le Pays de Fougères; les chouans ont le soutien de la majorité de la population qui les héberge, leur fournit des vivres et les renseigne sur les positions des républicains. Les cantons de Fougères-Nord, de Fougères-Sud sont entièrement acquis aux Chouans. Les communes du canton d'Antrain sont républicaines sauf La Fontenelle, Saint-Ouen-la-Rouërie, qui sont chouannes et Bazouges-la-Pérouse qui est partagée. Les cantons de Saint-Brice-en-Coglès et Louvigné-du-Désert sont majoritairement acquises aux Chouans mais comptent quelques communes patriotes : Le Loroux, Saint-Marc-le-Blanc, Mellé, Saint-Georges-de-Reintembault, Saint-Hilaire-des-Landes, Le Ferré, Louvigné-du-Désert, La Bazouges-du-Désert, Tremblay, Romazy et Rimou,.
La ville de Fougères, alors peuplée de 7 000 habitants est majoritairement républicaine et dispose d'une garde nationale de 500 hommes, cependant une minorité importante de la population est royaliste, durant la guerre 200 Fougerais combattent parmi les Chouans.
Les territoires de l'Avranchin au nord et du pays de Vitré au sud sont également favorables aux Chouans, en revanche les territoires de la Mayenne à l'est et surtout les communes de l'ouest, situées entre Rennes et les pays de Fougères et de Vitré sont majoritairement républicaines.

### Battues républicaines

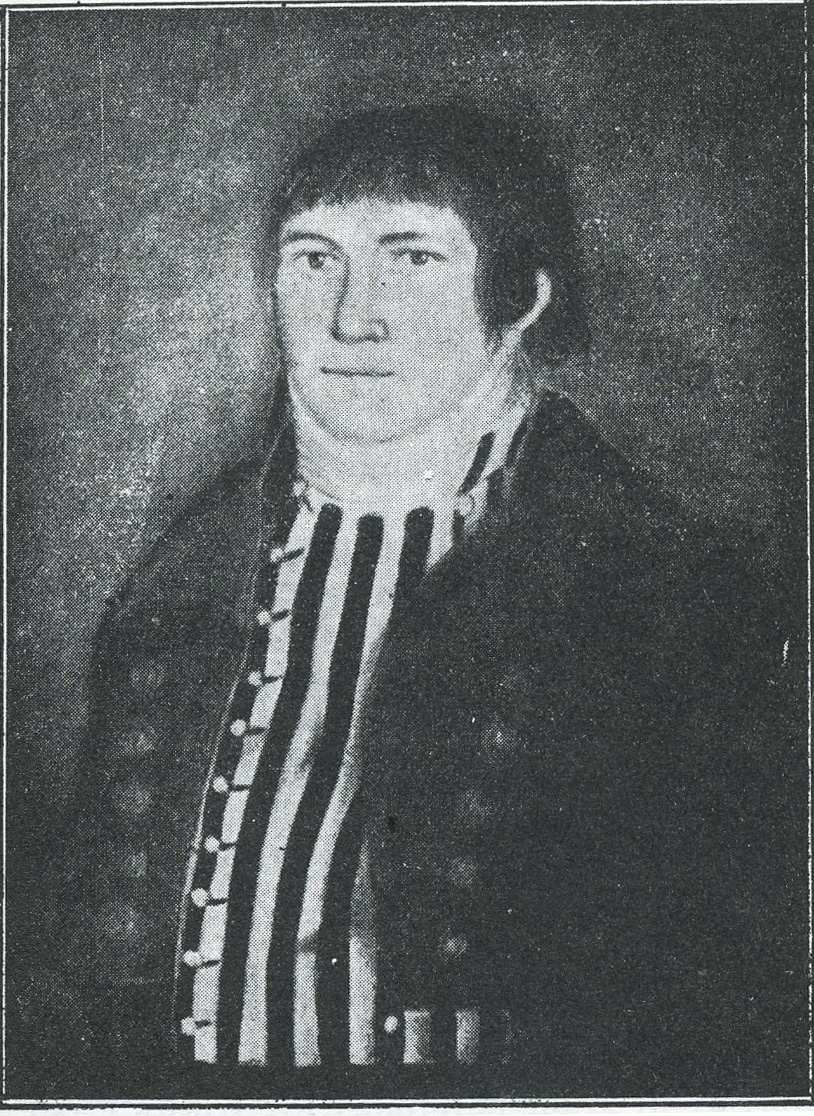
Auguste Hay de Bonteville

Le passage des Vendéens ayant de nouveau soulevé les campagnes, la répression reprend. La commission militaire Brutus Magnier siège à Fougères du 11 décembre 1793 au 5 juin 1794, 222 personnes sont jugées, 9 sont condamnées à la prison ou la déportation, 99 acquittées, 114 personnes sont condamnées à mort et exécutées, dont 44 à Fougères, trois têtes sont exposées sur le clocher de Landéan, les autres sont exécutées à Rennes.
Les frères du Boisguy, rentrés au pays de Fougères, doivent recommencer leur vie de proscrit. Les troubles reprennent, le 8 décembre, un prêtre constitutionnel et plusieurs patriotes sont assassinés à Billé.
Les environs de Fougères, Vitré et La Guerche-de-Bretagne sont quadrillés par une armée de 5 000 hommes de l'armée régulière et 10 canons sous les ordres du général Jean-Baptiste Beaufol, dit Beaufort de Thorigny, qui se livrent à des battues dans les campagnes et les forêts, de nombreux paysans de paroisses suspectes sont arrêtés, des gardes territoriales sont formées dans les communes patriotes, de nombreux postes militaires et cantonnements sont établis dans les bourgs afin de cerner les repaires de Chouans. Cependant en mars, la Convention nationale retire 4 000 hommes au général Beaufort, celui-ci doit alors mobiliser 2 113 gardes nationaux de Fougères, Vitré, La Guerche et Ernée.
Selon Pontbriand durant cette période, les soldats républicains, pourtant livrés à eux-mêmes, se comportent avec correction, respectent les habitants et pillent peu.
Le 15 mars, le général Beaufort se rend à Fougères, et selon les consignes des représentants, ordonne l'éclaircissement de la forêt de Fougères, la suppression des broussailles, des genêts et des ajoncs et de tous les taillis situés sur le bord des routes. Mais peu de temps après, le général Beaufort est appelé à l'armée des Pyrénées orientales et laisse son commandement au général Vachot qui, bien que jurant d'exterminer les Chouans, ne déploie pas la même activité.

### Premières attaques de Chouans
Aimé du Boisguy, lassé de rester terré dans les souterrains de la forêt de Fougères et constatant la diminution des effectifs républicains, estime que le moment est opportun pour reprendre le combat et commence à organiser des rassemblements de paysans formés autour d'un noyau de combattants aguerris de la Virée de Galerne.
Le 24 mars, une première escarmouche est signalée au Loroux, les patriotes y repoussent les Chouans mais perdent deux hommes tués et deux blessés. Deux jours plus tard, à la Virolais près de Parcé, six gardes nationaux de Saint-Marc-le-Blanc sont tués dans une embuscade.
En mars, les patriotes de Mellé, à la recherche d'un prêtre réfractaire, pillent les bourgs de Parigné et Villamée. Boisguy décide alors de mener une action de représailles, il rassemble 35 à 40 hommes assez bien armés dans ces paroisses et dans la nuit du 27 au 28 mars il s'empare de Mellé ; les gardes nationaux se trouvent à ce moment au Loroux et le bourg n'a aucun moyen de défense, les Chouans fusillent le maire et tuent le prêtre constitutionnel, puis se replient.
Début avril, sur ordre du général Rossignol, le général Kléber arrive à Vitré avec 3 000 hommes qui sont déployés dans l'Est du département. Le général Vachot est bientôt remplacé par l'adjudant-général Bernard, commandant des Républicains à Fougères, qui réagit en ordonnant de faire exécuter tous les Chouans pris les armes à la main, deux sont notamment fusillés à Fleurigné le 15 mai, et fait exposer leurs têtes sur la porte Saint-Léonard de Fougères.
Enfin le 10 mai, Boisguy rassemble 200 hommes au château de Marigny à Saint-Germain-en-Coglès et attaque Saint-Étienne-en-Coglès : six républicains, dont un capitaine, sont tués contre un Chouan lors du combat, puis il fonce sur Saint-Brice-en-Coglès où deux autres républicains sont tués. 40 hommes de la garde nationale de Saint-Hilaire-des-Landes se portent alors à la rencontre des Chouans mais tombent dans une embuscade. Les Républicains opposent une bonne résistance mais ils sont contraints de battre en retraite, ils ont trois hommes tués contre deux blessés pour les Chouans,.
Cette petite victoire produit un grand effet dans les campagnes et de nombreux jeunes paysans rejoignent Boisguy qui n'est désormais « plus réduit à chercher asile dans les cavernes ». Il commence à organiser ses troupes, des capitaines de paroisse sont désignés, et il essaie de se procurer des munitions ; en cela, les insurgés sont aidés par les habitants des villes, en particulier les femmes, qui achètent ou volent aux soldats des cartouches qu'ils font passer aux Chouans.
Cependant peu de temps après, un groupe de 60 Chouans est attaqué au village de la Touche, en Landéan : dix Chouans, dont le chef, Bouéton, sont tués.
Le 24 juin, cinq soldats républicains sont tués dans une embuscade à Landéan. Le 26 juin, avec 120 hommes, Boisguy tend une nouvelle embuscade à un détachement du bataillon d'Orléans, six républicains sont tués, tandis que les Chouans n'ont aucune perte. À la suite de ces actions, le général Humbert arrive alors en renfort depuis Vitré avec 400 soldats. Boisguy, alors, change de tactique, il disperse ses troupes, donne pour consigne à ses capitaines de se former en petites bandes et de harceler les républicains en ne tirant que sur les queues des colonnes ou sur les traînards, et de préférence le soir afin de les inquiéter et de les tenir en alerte constamment,.
Néanmoins, ce type de guerre ne laisse aucun repos à Boisguy constamment sur le qui-vive, ne pouvant prendre avec sécurité du repos ou de la nourriture dans les maisons, il s'ensuit de nombreuses escarmouches où chaque parti peut surprendre le parti adverse.
Cependant aux yeux des Républicains, la situation semble se tranquilliser et les Chouans ne sont plus signalés que la nuit.
Puis le 12 juillet, Boisguy rassemble 800 hommes et attaque Le Châtellier, où les Républicains ont établi un poste de 60 soldats au milieu de paroisses chouannes. Cependant les soldats ont édifié des retranchements et l'attaque est un échec. 12 Chouans sont tués et 17 sont blessés dont Louis Picquet du Boisguy qui a le bras fracassé par une balle et doit être amputé,.
Peu de temps après, Boisguy entend parler pour la première fois du comte Joseph de Puisaye, qui se propose de rallier les Chouans sous son commandement. Celui-ci lui fixe un rendez-vous à La Chapelle-Saint-Aubert, Boisguy s'y rend avec 300 hommes, mais Puisaye ne se montre pas, au contraire, les Chouans sont attaqués par plusieurs détachements républicains que Boisguy bat l'un après l'autre. Les Républicains prennent la fuite et sont poursuivis jusqu'aux abords de Fougères. Boisguy n'a qu'un homme tué mais une partie de ses troupes commandée par le chevalier de Bailleroche pousse trop en avant et tombe à son tour dans une embuscade près de Fougères ; 10 Chouans sont tués et 22 blessés tandis que le chevalier de Bailleroche est pris et fusillé.
Le 20 août, Boisguy signe ainsi que plusieurs chefs bretons d'Ille-et-Vilaine, du Morbihan et des Côtes-du-Nord, une proclamation rédigée par Joseph de Puisaye adressée aux Républicains et de ce fait le reconnaît comme chef. Par la suite Puisaye désigne Pierre Dezoteux de Cormatin pour son major-général, puis s'embarque en septembre pour Londres afin d'obtenir l'appui des Anglais et du comte d'Artois.

### Diminution des combats

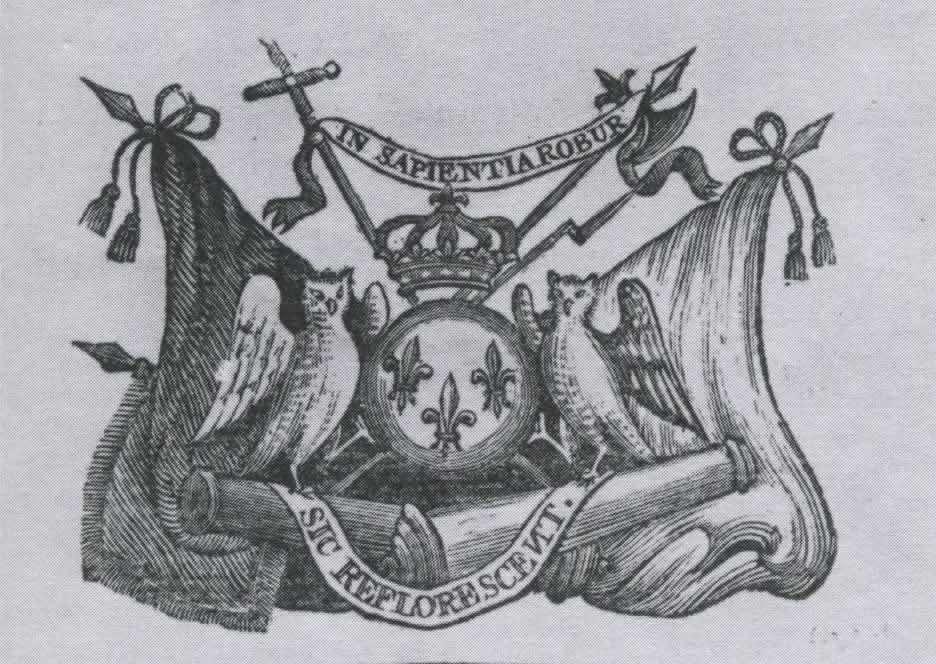
Emblème des chouans

Mais au mois d'août, le pays est couvert de cantonnements une armée devant se rendre en Bretagne arrive dans le pays de Fougères, elle y reste jusqu'à la fin du mois de septembre. Face à de telles troupes, Boisguy donne l'ordre de suspendre les combats, les paysans regagnent leurs fermes tandis que les chefs et quelques hommes restent cachés. La troupe républicaine est logée chez les paysans mais elle commet, de l'aveu même de Pontbriand, très peu de pillages :

« Du Boisguy se vit encore obligé de disperser ses troupes. Comme cette masse de soldats étaient étrangers au pays, la plupart de ceux de du Boisguy reprirent leurs travaux des champs vivaient dans leurs familles avec les républicains ; les autres se tinrent cachés avec leurs chefs. Du Boisguy défendit toute hostilité et engagea les habitants à bien recevoir les soldats chez eux ; il pensa qu'ils y étaient pour peu de temps.
Les premiers jours, toutes les campagnes furent couvertes de colonnes mobiles et de patrouilles très fortes qui se croisaient en tous sens de nuit et de jour, mais elles firent peu de mal, car les officiers voyant le pays tranquille, firent bientôt cesser ce service pénible et les soldats ne trouvant de résistance nulle part, se contentaient de boire et de manger chez les habitants, mais ils ne les maltraitaient pas. Il n'y avait que ceux qui étaient voisins des paroisses patriotes qui continuaient d'être victimes de la férocité des gardes territoriales, qui venaient chez eux et excitaient les soldats contre leurs hôtes, mais ces derniers montraient plus d'humanité et souvent on les vit les protéger et forcer les gardes territoriales de se retirer. Aussi on entendit les patriotes se plaindre de l'esprit qui régnait dans cette armée, qui, selon eux, était plus amie qu'ennemie des royalistes. Cet état de chose dura environ six semaines, le pays était chargé d'un grand fardeau, mais il jouit pendant ce temps d'une espèce de tranquillité. Les soldats avaient presque partout aidé les habitants à faire leurs récoltes et tous vivaient en bonne intelligence lorsque, vers le 20 septembre, l'ordre arriva subitement de lever les cantonnements, parce que l'armée avait une autre destination. »

Le 27 septembre, d'un côté les représentants en mission promettent l'amnistie à tous les insurgés qui mettront bas les armes, de l'autre ils proclament que tout chouan pris les armes à la main sera fusillé. Cette proclamation est sans grand effet, les administrateurs ne mentionnent la rentrée que de 45 chouans, dont 9 femmes. Le 14 octobre, il déclare que tout citoyen des campagnes devra se munir d'une carte civique avec défense de s'écarter de plus d'une lieue de son domicile sous peine d'être traité de suspect et puni comme tel, en outre tout citoyen qui donnera asile à un émigré ou à un prêtre réfractaire sera puni de mort.
Boisguy organise ses troupes, chaque paroisse, qui fournit au moins vingt combattants, forme une compagnie dirigée par un capitaine. En septembre l'arrondissement est divisé en deux zones, Boisguy se réserve la partie nord et confie le territoire du sud à un de ses amis Auguste Hay de Bonteville et le charge d'organiser les compagnies de nommer les officiers et sous-officiers tout en conservant ceux déjà nommés et de se procurer des munitions. Dans le même temps Boisguy cherche à entendre l'insurrection à l'Avranchin au nord, en Normandie il en confie le commandement à Marie Eugène Charles Tuffin de La Rouërie cousin du chef de l'Association bretonne, secondé par Dauguet, dit « Fleur de rose ». Parmi les autres chefs, on compte François Louis Angenard, dit Francoeur, Michel Larchers-Louvières, surnommé « Hoche » ; le chevalier de Saint-Gilles, dit « Du Guesclin » ; François Poirier, dit « Sans-Chagrin » et Julien Saulcet, dit « Duval ».
En octobre, les Chouans organisent plusieurs rassemblements, Boisguy à Parigné compte 600 hommes, Bonteville rassemble 400 hommes à Dompierre-du-Chemin et Dauguet 120 près de Saint-James, les Républicains en sont informés mais ne réagissent pas, Boisguy se contente d'attaquer un poste de 25 hommes à la Verrie au nord de Fougères, qui se replie sur la ville sans combattre.
Mais depuis le début des combats de nombreux assassinats, règlements de compte et actes de vengeance sont commis. Les administrateurs républicains dénoncent quotidiennement les meurtres commis par les Chouans, Pontbriand mentionne également des raids et des tueries menés par les Républicains en et particulier par les patriotes du pays et des assassinats de paysans et de femmes par les soldats républicains. Dans les derniers jours de l'année 1794, un administrateur rapporte :

« Le nombre des victimes immolées par les chouans dans nos environs, depuis le 12 octobre jusqu'au 5 décembre est de vingt-et-un, presque tous fonctionnaires publics et recommandables par leur patriotisme. On y distingue, entre autres, Berthelot, officier municipal du Ferré, massacré, sa tête coupée et attachée à un arbre ; Aussant, officier municipal de Montours ; Mariau, maire de Saint-Sauveur ; Anger, maire de Billé, et plusieurs femmes. »

### Les négociations de La Prévalaye

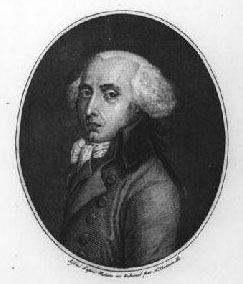
Pierre Dezoteux de Cormatin

Mais, à la suite de la fin de la Terreur, des courants pacifistes commencent à apparaître et des pourparlers sont engagés. Boisguy lui-même diminue ses actions à la demande de l'Agence royaliste de Paris et se borne à la défensive.
Toussaint du Breil de Pontbriand écrit dans ses mémoires :

« Ce qui empêcha du Boisguy de faire une guerre plus active, fut des dépêches qu'il avait reçues de Paris au commencement de novembre, lui annonçant qu'il s'était formé, dans cette ville, par l'ordre des princes français, un Comité dont plusieurs membres de la Convention faisaient partie, et qui projetait de rétablir une monarchie modérée, en profitant de l'horreur que la France avait conçue pour l'affreux régime de la Terreur. On ajoutait que, bientôt, on proposerait aux royalistes de l'Ouest des conditions qu'ils seraient heureux d'accepter; que leur concours serait même nécessaire pour le rétablissement de l'ordre; mais on leur conseillait, pour le moment, de se tenir seulement sur la défensive et de compléter leur organisation.
On a dit que ce Comité était formé par S. A. R. le comte de Provence ; il paraît certain que ses vues n'étaient pas conformes à celles du Conseil de S. A. R. le comte d'Artois, et qu'il n'y avait pas accord entre les deux frères sur les moyens à prendre pour rétablir la Monarchie. »

Le 3 janvier 1795, dans les Côtes-du-Nord, le major-général Pierre Dezoteux de Cormatin signe une trêve avec le général Humbert. Par la suite Cormatin multiplie les visites et les courriers à du Boisguy et aux autres chefs de Bretagne pour les convaincre de se rallier à la paix. Cependant Cormatin est peu connu et n'a pas la confiance des Chouans,.
Finalement, le 30 mars, les chefs chouans se réunissent au château de la Prévalaye près de Rennes afin d'entamer les négociations. On propose aux Chouans l'amnistie, des indemnités, la liberté religieuse et la fin de la conscription contre la reconnaissance de la République. Le traité est conclu le 20 avril, à la Mabilais, mais seuls 22 chefs chouans sur 125 acceptent de le signer.
Tardivement, Aimé du Boisguy décide se rendre aux pourparlers mais n'a guère confiance :

« Le général Humbert vint, avec un seul aide de camp, voir les deux frères et les invita à déjeuner avec lui à Fougères, le lendemain. Il leur dit franchement son opinion et sur la trêve, et sur le traité qui se préparait : « Vous et moi, Messieurs, leur dit-il, nous sommes de bonne foi, nous ferons sans doute de notre mieux, mais je ne vois rien de solide, et je ne crois pas que cela dure. » Il vint ensuite lui-même les reconduire, avec une escorte de hussards, jusqu'à une demi-lieue de la ville, et les quitta en leur disant : « Vous voilà maintenant en sûreté. » Sans doute il craignait quelques attentats contre eux. »

Le 14 avril, accompagné de son frère Guy, récemment rentré d'émigration il gagne la Prévalaye avec 150 hommes.

« Ils y trouvèrent Cormatin, qu'ils ne connaissaient point, entouré d'un assez grand nombre d'officiers, occupés à se faire faire des uniformes et à acheter des armes convenables. Ils avaient adoptés la veste et le pantalon gris avec des revers noirs ; tous portaient la cocarde blanche à leurs chapeaux à cornes ; leur tenue assez riche contrastait avec les simples vêtements des deux du Boisguy. Cormatin leur fit le meilleur accueil, et parut très flatté de les voir près de lui. Il montrait une grande assurance ; tous les jours, il était invité chez les délégués de la Convention, plus rarement chez les généraux. »

Cormatin propose d'abord aux frères du Boisguy de signer le traité, mais ils refusent, n'y voyant la signature d'aucun général républicain. Cormatin leur fait alors part du traité secret, signé également par Charette, et conclu avec les délégués de la Convention gagné à l'Agence royaliste de Paris, il prévoit le retour imminent de la monarchie, de la religion catholique et des émigrés. Mais ce traité secret ne convainc pas les du Boisguy, l'aîné fait remarquer il n'a été signé que par trois conventionnels, Bollet, Ruelle et un autre à la signature illisible, contre dix pour le traité de la Prévalaye.
Les deux frères refusent ensuite d'accompagner Cormatin à un repas avec les représentants du peuple, prétextant la simplicité de leurs vêtements, ils restent ensuite six jours à Rennes mais ne s'y sentant pas en sûreté, ils regagnent bientôt le pays de Fougères.

« Cormatin parut très mécontent de ce départ, quant à eux, ils n'emportèrent qu'une mince opinion de ses talents et de sa capacité, et refusèrent même l'argent qu'il leur offrait. »

### Les tensions

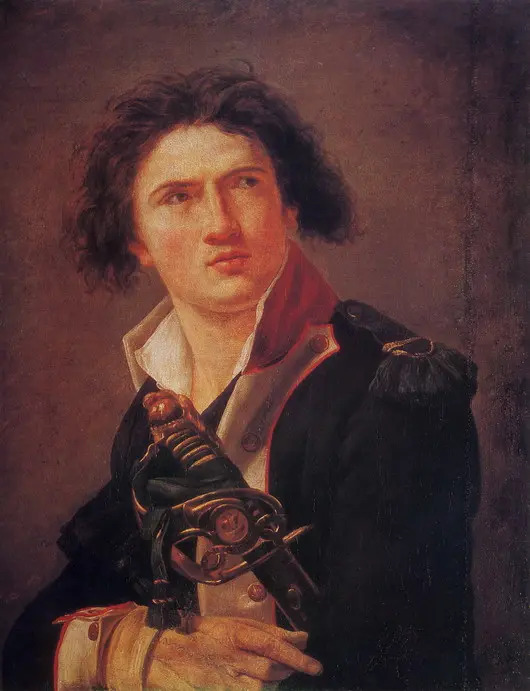
Lazare Hoche
huile sur toile de Jacques-Louis David, vers 1793.
Musée d'Arts, Bogdan et Varvara Khanenko, Kiev.

Très rapidement, les violences reprennent, des escarmouches éclatent, les deux camps s’en rejettent la responsabilité, le 18 mai Cormatin reçoit une lettre des Chouans de Fougères se plaignant de l’assassinat de 17 hommes et 3 femmes par des gardes territoriaux républicains.
À Londres, Puisaye, informé des événements, condamne les agissements de son major-général. Cormatin tente de se justifier en déclarant n'avoir cherché qu'à gagner du temps. Il écrit une lettre en ce sens au conseil du Morbihan, mais Ballé, son émissaire, est capturé le 23 mai par les Républicains. Les courriers saisis apportent la preuve aux yeux des Républicains du double-jeu des Chouans. Le 26 mai Cormatin est arrêté à Rennes et les Chouans qui occupaient le château de la Mabilais et de Cicé sont attaqués et dispersés par les troupes de Lazare Hoche, général en chef de l'armée des côtes de Brest. Le 27 mai, les représentants Guermeur et Brue ordonnent l'arrestation des chefs chouans.
Le 27 mai, Aimé du Boisguy, ignorant les incidents de Rennes, reçoit une lettre de Hoche lui demandant de le rejoindre à Fougères afin de l'entretenir sur l'organisation d'un corps franc prévu par le traité. Boisguy se rendit le lendemain à Fougères, mais une fois arrivé au quartier général, il est averti par un officier républicain, rencontré pendant la paix, que cette entrevue est un piège visant à le capturer, il l'informe en outre qu'une colonne de soldats se dirige vers le château du Boisguy dans le but d'arrêter son frère. Boisguy quitte aussitôt la ville et regagne à toute allure son château, il devance la colonne républicaine, avertit son frère et sa famille, qui prennent la fuite une heure avant l'arrivée des Républicains.
D'autres chouans ne sont pas si heureux, Louis du Pontavice et trois autres officiers sont arrêtés. Les frères du Boisguy décident alors de tendre une embuscade à Hoche lors de son retour à Rennes. Ils rassemblent 400 hommes pendant la nuit, et se postent près du village de la Chène entre Romagné et Saint-Jean-sur-Couesnon. Un détachement républicain apparaît bientôt, mais fort de seulement 30 gardes territoriaux et 4 cavaliers, il est mis en complète déroute malgré une bonne résistance. Quatre ou cinq républicains sont tués, 21 sont capturés dont un lieutenant nommé Marcel. Boisguy apprend alors les événements à la Prévalaye, quant à Hoche, il a regagné Rennes bien plus tôt dans la nuit, accompagné de six guides à cheval seulement. Quatre prisonniers rejoignent les Chouans, les 17 autres, dont le lieutenant, sont libérés et renvoyés à Hoche afin de lui demander des explications sur sa conduite,.
Peu de jour après Boisguy reçoit un courrier du lieutenant Marcel :

« Ce lieutenant lui disait qu'il écrivait avec l'autorisation du général Hoche, qui avait paru extrêmement mortifié de l'idée qu'avaient Messieurs du Boisguy qu'il eût voulu les faire fusiller ; il lui avait dit : « J'estime le courage dans mes ennemis même, je ne voulais les arrêter que parce que c'était le seul moyen qu'il y eût de pacifier le pays de Fougères; mon projet était d'offrir du service au cadet, qui n'est pas émigré, j'aurais renvoyé l'autre en Angleterre. »

### Reprise des hostilités

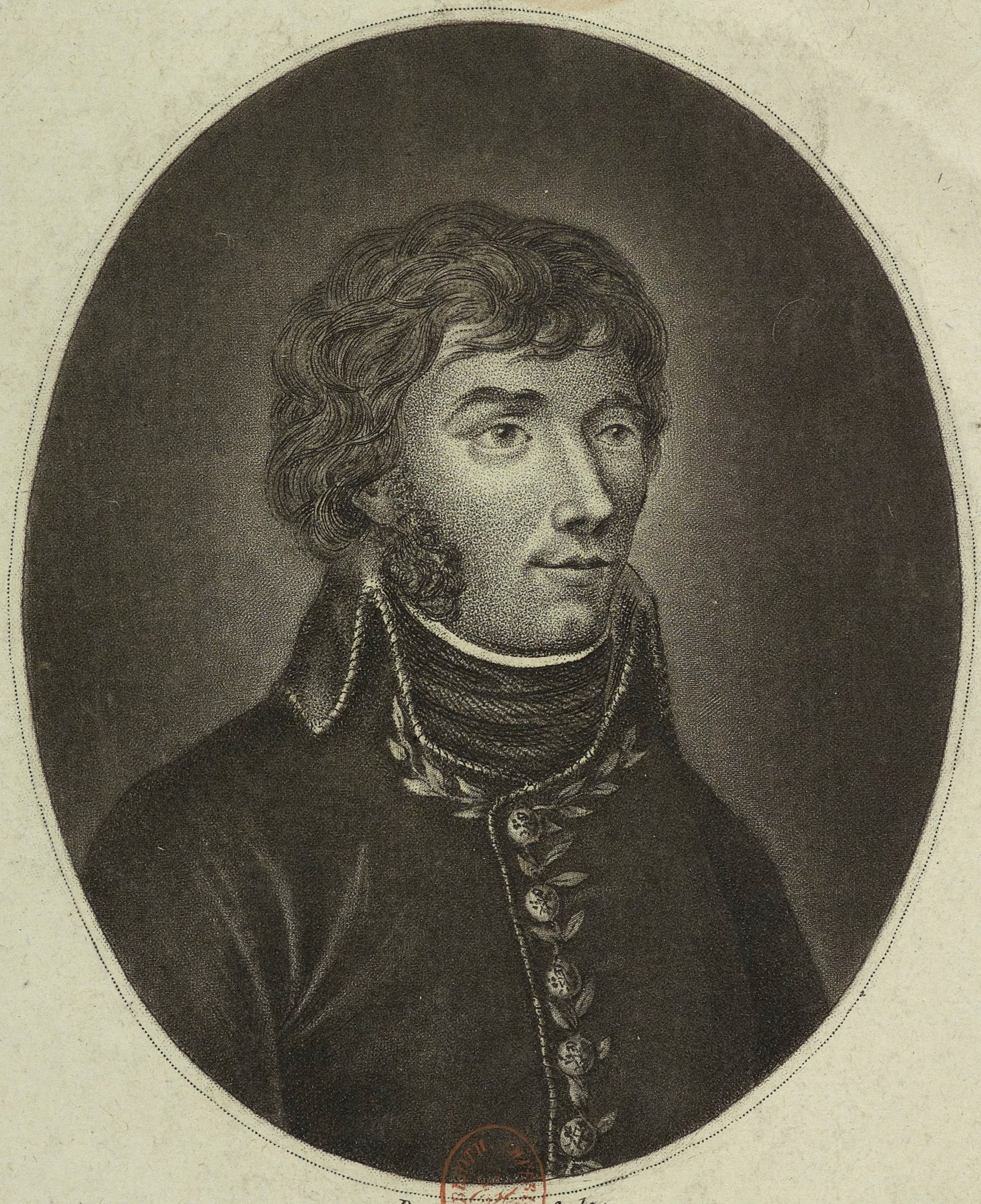
Jean Joseph Amable Humbert

À la suite de la rupture de la paix de la Mabilais, la deuxième chouannerie commence. Le 5 juin, les frères du Boisguy et Auguste Hay de Bonteville se trouvent à Javené avec 500 hommes lorsqu'il apprennent qu'Alexis Louis Gordien du Bouays de Couësbouc, colonel des Chouans de la division de Vitré livre de durs combats contre les troupes du général Humbert. Boisguy arrive alors en renfort et engage un combat acharné entre les Républicains au nombre de 500 et les Chouans au nombre de 1 300 mais pas tous armés. Finalement les Républicains battent en retraite, ils ont 8 morts et 18 blessés, les Chouans 80 morts ou blessés mais ces derniers conservent le champ de bataille et récupèrent un grand nombre de fusils. C'est peu de temps après cette bataille que Toussaint du Breil de Pontbriand rejoint les Chouans du pays de Vitré,.
Boisguy prit également des mesures pour briser les ravitaillements et les réquisitions afin d'isoler les villes. Les campagnes commençaient à passer entièrement sous le contrôle des chouans. En juin 1795, les administrateurs du pays de Fougères affirmèrent que « la situation du district n'avait jamais été si inquiétante ».
Le 2 juillet Boisguy apprend le débarquement des émigrés à Quiberon dans le Morbihan, mais il ne reçoit aucun ordre et ne peut empêcher la déroute des Royalistes lors de cette expédition.

« Les du Boisguy regrettaient de n'avoir pas été prévenus à temps de l'expédition de Quiberon ; ils auraient pu réunir à eux les divisions de Vitré et de la Guerche et une partie du Bas-Maine, et conduire dans le Morbihan cinq à six mille hommes, déjà aguerris, qui pouvaient changer la face des affaires. Le désastre de cette expédition ne leur fit cependant pas perdre courage. »

À Saint-Jean-sur-Couesnon et Saint-Marc-sur-Couesnon, les Chouans coupent les ponts pour ralentir les renforts républicains sur Quiberon. Le 6 juillet, des centaines de Chouans attaquent Saint-Georges-de-Reintembault mais sont repoussés, le 19 un détachement de 150 hommes est battu à Louvigné-du-Désert. Fougères, elle-même, est assaillie à ses avant-postes. Des proclamations, affichées aux murs de la ville, signées par Picquet du Boisguy, invitent les soldats républicains et la population à se joindre aux chouans,.
Le 22 juillet, Boisguy avec 600 hommes à Romagné est attaqué par un détachement de 45 hommes, celui-ci est mis en déroute d’autant plus qu’il est rejoint par 300 hommes en renforts, cependant dans la poursuite jusqu’à Saint-Hilaire-des-Landes, les Chouans se heurtent à la garnison retranchée. Le combat a fait 6 morts et 1 blessé chez les Républicains, 16 morts et 15 blessés chez les Chouans,.
Quatre jours plus tard, Boisguy à la tête de 700 hommes, attaque un convoi défendu par 125 à 140 soldats républicains, ces derniers tombent dans une embuscade dans les marais du Rocher de la Piochais près de Landéan et en un quart d'heure, sont mis en complète déroute. Selon les rapports, 50 à 100 soldats républicains sont tués lors de la bataille, les Chouans ne perdent que peu de monde, mais lors de la poursuite Guy Picquet du Boisguy, s'embourbe dans un marais et est abattu par un soldat allemand nommé Zemmer. Aimé du Boisguy apprend que son frère est mortellement blessé au moment où la garnison de Fougères forte de 200 hommes lance une contre-attaque qui force les Chouans, dispersés lors de la poursuite, à se replier. Boisguy a alors un accès de fureur et donne l'ordre d'exécuter les 13 soldats républicains capturés lors de la bataille, Boisguy en tue plusieurs de sa main, à coup de sabre, mais l'exécution est sommaire et plusieurs prisonniers ne sont que blessés,.

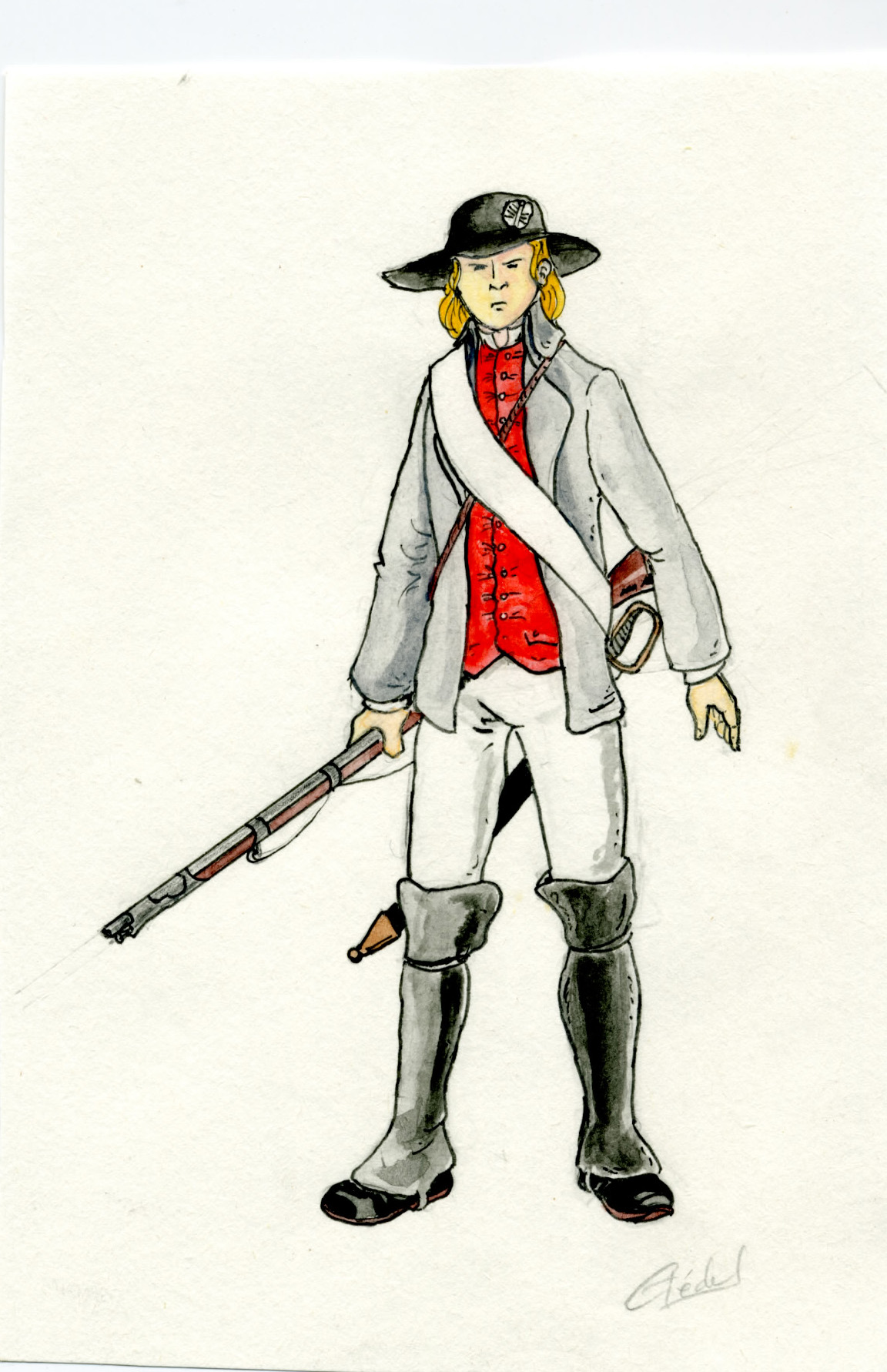
Chouan de la division de Fougères

En août, Boisguy décide de créer un corps d’élite permanent et fait former dans chaque colonne une compagnie de grenadiers et une compagnie de chasseurs. Une compagnie de guides qui ne le quittaient jamais est également mise sur pied. Le même mois, des émigrés, les frères Chalus, se joignent à la division. Le 11 août, Boisguy bat une troupe républicaine au Chatellier, les Chouans y arborent un drapeau pour la première fois.
À la même période, Boisguy avec 2 000 hommes, porta le combat vers Cossé-le-Vivien et Craon face aux deux demi-brigades et quatre canons du général Claude Ursule Gency.
En 1865, dans son Histoire de la Vendée militaire, l'historien royaliste Jacques Crétineau-Joly fait état d'un autre combat qui se serait déroulé à deux lieues de Fougères — soit près de la Chaîne sur la route de Rennes, non loin du bourg de La Chapelle-Saint-Aubert, — le 18 août 1795,,,. Selon lui, Aimé Picquet du Boisguy attaque ce jour-là avec 800 hommes un bataillon de volontaires parisiens, qui avait participé aux exécutions des prisonniers émigrés après l'expédition de Quiberon,,. Du Boisguy se serait alors écrié : « Point de pitié pour les assassins ! Tuez partout ! Ce sont eux qui ont jugé et fusillé à Quiberon »,,,. Le bataillon aurait été pratiquement exterminé lors de ce combat, seuls une cinquantaine d'hommes en auraient réchappé, tandis que corps des républicains tués auraient été mutilés par les femmes et les enfants des environs,,,. Cependant l'authenticité de ce combat est mis en doute,. Les sources républicaines ne font aucune mention d'un tel affrontement ou de la destruction d'un bataillon dans la région de Fougères à cette époque,. Les registres du district de Fougères et du département d'Ille-et-Vilaine sont muets sur cet épisode,. Du côté royaliste, Toussaint du Breil de Pontbriand ne fait également aucune mention de ce combat dans ses mémoires.
Avec l'arrivée de la moisson, les paysans doivent retourner à leurs champs. Aimé du Boisguy propose une trêve à l'adjudant-général Crublier, afin de permettre à ses soldats-paysans de cultiver leurs champs. Ce dernier l'accepte provisoirement dans l'attente de l'approbation de ses chefs. Mais Hoche, une fois informé, refuse de la ratifier.

Le 30 août, le général Chérin écrivit à Hoche :

« Crublier vous a écrit que le scélérat Boisguy demandait à parlementer. Je lui ai répondu suivant intentions que le temps des pacifications était passé, qu'il n'était plus question de parlementer et qu'il fallait avant tout commencer par remettre les armes. Le capitaine Bernard de la 28e demi-brigade légère, commandant à Saint-Aubin, m'a fait part que deux compagnies de chouans demandaient à se rendre, je lui ai donné une instruction qui se réduit à l'autoriser à les recevoir à discrétion attendu que la République ne traite pas avec des assassins. »

Crublier est sanctionné pour avoir accordé trop facilement une suspension d'armes, il est rappelé à Rennes et remplacé par le général Pierre Quantin. Boisguy répond en annonçant la reprise des hostilités le 2 septembre « attendu que le général Hoche n'a pas voulu consentir à la trêve qu'à la condition que les chouans mettraient bas les armes ». Le même jour Marie Eugène Charles Tuffin de La Rouërie, cousin d'Armand Tuffin de La Rouërie écrit à la municipalité de Fougères, pour les informer qu'il quitte la ville pour rejoindre les chouans, aussitôt les républicains arrêtent la mère et la sœur de Tuffin.
Le lendemain, près du Ferré Boisguy attaque avec 900 hommes un convoi républicain. Le commandant républicain Joré arrive en renfort avec ses carabiniers, les meilleures troupes d'élite des environs. Boisguy manque trouver la mort dans ce combat, un soldat républicain désarmé le prend au corps, puis se précipite vers ses lignes, mais un chouan, nommé Jean Tréhel, les rattrape et frappe le soldat à coup de baïonnette. Le combat se termine par une défaite pour les bleus qui laissèrent au moins 33 morts et environ autant de blessés, les chouans, presque trois fois plus nombreux, ont 6 morts et 17 blessés.
Les victoires s’enchaînent le 7 septembre, Boisguy écrase un détachement entre Louvigné-du-Désert et Landéan, à la fin du mois il bat de nouveau les carabiniers de Joré au bois de Blanche-Lande, près de Coglès, dans l’embuscade les Républicains perdent 23 hommes, les Chouans n’ont que 8 blessés, parmi lesquels Boisguy lui-même qui est légèrement touché à l’épaule. Le même mois, en Normandie Tuffin de La Rouërie et Dauguet remportent plusieurs combats dans l’Avranchin.
Cependant à cette même période le Comité de salut public ordonne à Hoche de concentrer ses forces en Vendée, celui-ci rappelle donc à Rennes le général Pierre Quantin avec le régiment de Foix le 7 septembre, laissant seulement à Fougères deux compagnies de carabiniers et les débris du régiment de Turenne. Le 15 septembre, l'adjudant-général Bernard est envoyé à Fougères prendre le commandement de la place.
Le 17 septembre, Boisguy repousse la garde nationale du Loroux à La Bazouge-du-Désert, 13 républicains sont tués, le commandant Jean Caillère, pris et fusillé pour avoir, deux ans plus tôt, arrêté, à Malagra en Pont-Dom-Guérin, le prince de Talmont, par la suite guillotiné le 27 janvier 1794 à Laval,.
Fougères est démunie de troupes et à plusieurs reprises les administrateurs signalent des attroupements de plusieurs centaines de chouans aux abords de la ville, souvent suivis d'escarmouches avec les avant-postes. À la même période, le district de Fougères signale au département que « Charette aurait envoyé à Boisguy une superbe épée avec une ceinture fleur de lys. »
Le 18 octobre, le procureur-syndic du district écrit au Comité de salut public :

« On ne compte plus les chouans que par milliers ; ils ne craignent plus de s'attaquer à un bataillon entier, ainsi qu'ils l'ont fait le 28 septembre dernier. Boisguy est leur général en chef. On leur a apporté des fusils et des espingoles. Le district de Fougères forme la deuxième division de l'armée royale. »

### Campagne en Normandie

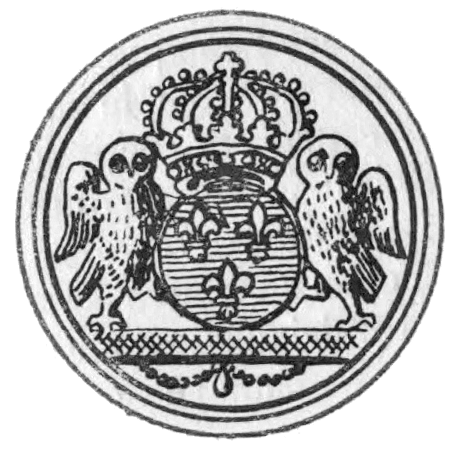
Cachet de l'armée royaliste de Bretagne

Le mois d'octobre étant une période d'élection, les actions des chouans diminuèrent. Ces derniers tentèrent, avec quelques succès semble-t-il, de faire élire des royalistes, ou du moins, des républicains modérés. Dès le mois de novembre, toutefois, les combats reprirent. Alors que les officiers Couësbouc, Pontbriand, Boishamon, Rossignol et Hubert combattaient au pays de Vitré, Boisguy tenta d'étendre son territoire vers la mer afin d'essayer d'obtenir des contacts avec les Anglais.
En novembre, l’exécution de deux de ses hommes par des Républicains de Tremblay pousse Boisguy à attaquer ce bourg. Il rassemble 1 300 qui encerclent le bourg. Les républicains, qui ne comptent que 20 soldats et quelques dizaines de patriotes armés se réfugient dans l'église. Ils résistent plusieurs heures mais les chouans incendient l'église, ce qui force les Patriotes à se rendre. 11 Républicains et 6 Chouans ont été tués lors de l’affrontement, Boisguy fait fusiller les 6 hommes qui avaient exécuté ses deux soldats, les autres prisonniers sont relâchés. Par la suite Tremblay passe sous le contrôle des Chouans dont une partie de ses habitants rejoignent les forces de du Boisguy,.
Le 27 novembre, près du Châtellier, Boisguy à la tête d’un millier d’hommes, attaque un convoi défendu par 300 carabiniers menés par Joré. Ce dernier est battu malgré un renfort de 400 hommes, 49 républicains et 27 chouans sont tués lors de ce combat,.
En décembre, Boisguy se porte sur la Normandie avec sa colonne du centre. Le 2, il écrase un détachement d’une centaine de soldats en capture la moitié. 4 officiers sont fusillés pour avoir tenu des propos jugés outrageants, 35 soldats s’enrôlent chez les Chouans, les 16 restants sont libérés. Boisguy gagne ensuite le château de Boucéel pendant la nuit où il rassemble près de 1 500 hommes. Les Chouans sont attaqués à l’aube par une colonne commandée par le général Pierre Quantin mais ce dernier est repoussé. Le lendemain, Boisguy repousse une seconde colonne commandée par le général Delaunay et s’empare par surprise de Saint-James, cette petite ville reste en son pouvoir jusqu'à la fin de la guerre. Les Républicains ont perdu dans ces affrontements une cinquantaine de tués et près d’une centaine de prisonniers contre une dizaine de morts pour les Chouans.

### Députation des Chouans en Angleterre
Quelques jours après, Boisguy gagne le château de la Vieuville où se réunit le conseil de la division. Il est décidé d’envoyer une députation en Angleterre afin de faire connaître au comte d'Artois l’état des divisions de Fougères et Vitré, d’obtenir la reconnaissance des grades des officiers et surtout la livraison d’armes et de munitions. Une seconde réunion est organisée le lendemain à la ferme de Cogé en Parigné où Pontbriand et Hubert représentent la division de Vitré. Le conseil décide de demander des habillements et surtout quatre pièces d’artillerie de 4 afin de forcer les bourgs patriotes fortifiés. Marie-Eugène Tuffin de La Rouërie et Julien Saulcet dit Duval, sont chargés de cette mission. Les deux officiers parviennent à gagner Jersey, et de là, Londres où ils rencontrent Windham, puis Édimbourg, où se trouvait le comte d'Artois.

### Siège de Saint-Georges-de-Reintembault
Cependant de nombreux raids meurtriers sont commis dans les paroisses chouannes par les gardes territoriaux de Saint-Georges-de-Reintembault, bastion bleu au milieu de paroisse blanches. Boisguy rassemble alors sa division et le 17 décembre, fait assiéger le bourg fortifié espérant le prendre par la famine. Après quelques jours, les Républicains demandent à parlementer, Boisguy exige la livraison de toutes les armes, le serment des habitants de plus combattre les Royalistes et la reconduite des soldats de la garnison sans armes sur Fougères. Ces conditions sont sur le point d’être acceptée lorsqu’il apprend le 20 décembre, qu’une colonne de 500 soldats républicains venus de Fougères est en marche pour secourir Saint-Georges. Aussitôt, Boisguy lève le siège et rassemble toutes ses forces, soit 2 800 hommes au rocher de la Piochais. Sans expériences des guerres de l’Ouest, les soldats républicains tombent sans se méfier dans l’embuscade. Tandis que Hay de Bonteville et de Saint-Gilles, dit Du Guesclin, mitraillent l’avant-garde républicaine, Boisguy attaque la queue de la colonne. Encerclés par des tireurs embusqués, les républicains se mettent en formation carrée furent mais des charges à la baïonnette les mettent en complète déroute. Au moins 250 Républicains sont tués lors de la bataille, les chouans ont 39 morts et 40 blessés. Depuis la Virée de Galerne c’est la plus lourde défaite des Républicains en Ille-et-Vilaine,.
Cette défaite est vécue comme une véritable catastrophe par les républicains du district de Fougères. Le général Gabriel de Hédouville envoya le général Louis Emmanuel Rey depuis Brest, tandis qu'à Fougères et Vitré, le général Humbert tentait de réorganiser les troupes, le général Bonnaud envoya aussi des renforts depuis Alençon.
Dix jours plus tard, près de La Croix-Avranchin, Boisguy attaque une seconde colonne chargée de ravitailler Saint-Georges. Avec la colonne du centre, il écrase l’avant-garde mais ses troupes se dispersent dans la poursuite. Ne pouvant rassembler que 600 hommes, il est mis en déroute par le gros de la colonne fort de 800 soldats républicains. Boisguy est sauvé de la défaite par l’arrivée en renfort de Bonteville avec 1 200 hommes. Boisguy rallie ses forces et les Républicains, dépassés par le nombre, finissent par prendre la fuite. Le combat a fait 35 morts et plus de 80 blessés du côté des chouans, les républicains perdent 50 à 60 hommes tués, ainsi que de nombreux blessés ou prisonniers.

### Arrivée de Joseph de Puisaye

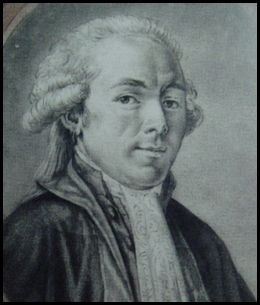
Joseph de Puisaye, généralissime des chouans de Bretagne de 1794 à 1796

Boisguy tombe malade au début de l'année 1796, ce qui l'empêche un temps d'exercer pleinement son commandement. Le 11 janvier, il charge Bonteville d'attaquer un convoi près de La Chapelle-Saint-Aubert. Bonteville attaque avec près de 3 000 hommes, mais il se heurte à 1 000 soldats républicains qui se replient sur Romagné où ils parviennent à tenir suffisamment longtemps pour permettre au convoi de gagner Fougères. C’est un échec pour les Chouans qui se replient, déplorant 8 morts et 20 blessés contre 1 tué et 13 blessés pour les Républicains,..
Hoche, de son côté, ordonna au général Rey d'exécuter de façon définitive l'élagage des bois et le nivellement des prés et des haies qui bordaient les routes des départements insurgés. Mais, la municipalité répondit que c'était impossible car les chouans s'y opposaient par les armes et que personne n'oserait entreprendre ce travail sans la protection de l'armée.
Le 24 janvier, le général Humbert fit mettre la ville de Vitré en état de siège. Le 2 février, le général Rey quitta Fougères et chargea l'adjudant général Bernard de la défense, celui-ci fut également chargé de mettre Fougères en état de siège mais il se rendit aussi coupable de nombreuses exactions. En réponse, les chouans firent afficher que « les campagnes étant à eux, défense était faite aux habitants des villes, sous peine d'être fusillés, d'y aller sans être munis de passeports délivrés par leurs chefs, ou au moins d'être parfaitement connus d'eux ».
Pendant ce temps, vers mi-février, Boisguy reçoit le lieutenant-général Joseph de Puisaye, commandant en chef de l’Armée catholique et royale.

« Puisaye s’était fixé dans la division de Fougères, et changeait presque tous les jours le lieu de son quartier général. Du Boisguy l’avait reçu assez froidement ; il avait appris indirectement ce qui s’était passé dans le Morbihan, et on continuait de lui reprocher sa fuite à Quiberon, qu’on ne pouvait lui pardonner. Néanmoins comme il avait ses pouvoirs de lieutenant-général du Royaume, il fut reconnu en qualité de général en chef de la Bretagne, dans les divisions de Fougères et de Vitré. »

— Toussaint du Breil de Pontbriand
Discrédité au Morbihan dont Georges Cadoudal a pris le commandement, Puisaye a gagné l’Ille-et-Vilaine et espère relancer son pouvoir grâce aux divisions de Fougères et de Vitré, les plus puissantes du département. Il nomme du Boisguy brigadier des armées du roi et général-lieutenant de l’Armée catholique et royale de Rennes et de Fougères et le reçoit chevalier de l’ordre de Saint-Louis. Boisguy est ainsi mis à la tête de toutes les divisions de l’Ille-et-Vilaine ainsi que d'une partie des Côtes-d'Armor. Cependant centre de l'Ille-et-Vilaine est majoritairement républicain et séparant ainsi les chouans de Fougères et Vitré des divisions de l'ouest du département et rendant difficile les communications, de fait Boisguy ne commande réellement que l’Est de l’Ille-et-Vilaine .
L'arrivée de Puisaye dans la division de Fougères entraîna l'arrivée de nombreux émigrés venus d'Angleterre. Mais les émigrés et en particulier les chevaliers catholiques, corps d'élite commandé par Puisaye et constitué essentiellement d'aristocrates, provoquèrent l'hostilité des chouans par leur arrogance et par les reproches qu'ils adressaient aux officiers chouans. Ils leur reprochaient la trop grande jeunesse et les origines roturières de la plupart d'entre eux. Boisguy se plaignit à plusieurs reprises auprès de Puisaye du comportement des chevaliers catholiques dont la valeur militaire était toutefois réelle. Mais dans la division de Vitré, un sous-officier chouan de Pontbriand nommé La Poule fut à deux doigts de provoquer un soulèvement contre les émigrés. Cette tentative échoua et La Poule fut condamné à mort et fusillé sur ordre de Puisaye. Mais les tensions étaient toutefois vives avec les émigrés, et un sentiment anti-émigré commença à poindre parmi les chouans même s'il n'y eut plus d'autres tentatives de soulèvements.

### Transactions des chouans avec l'Angleterre

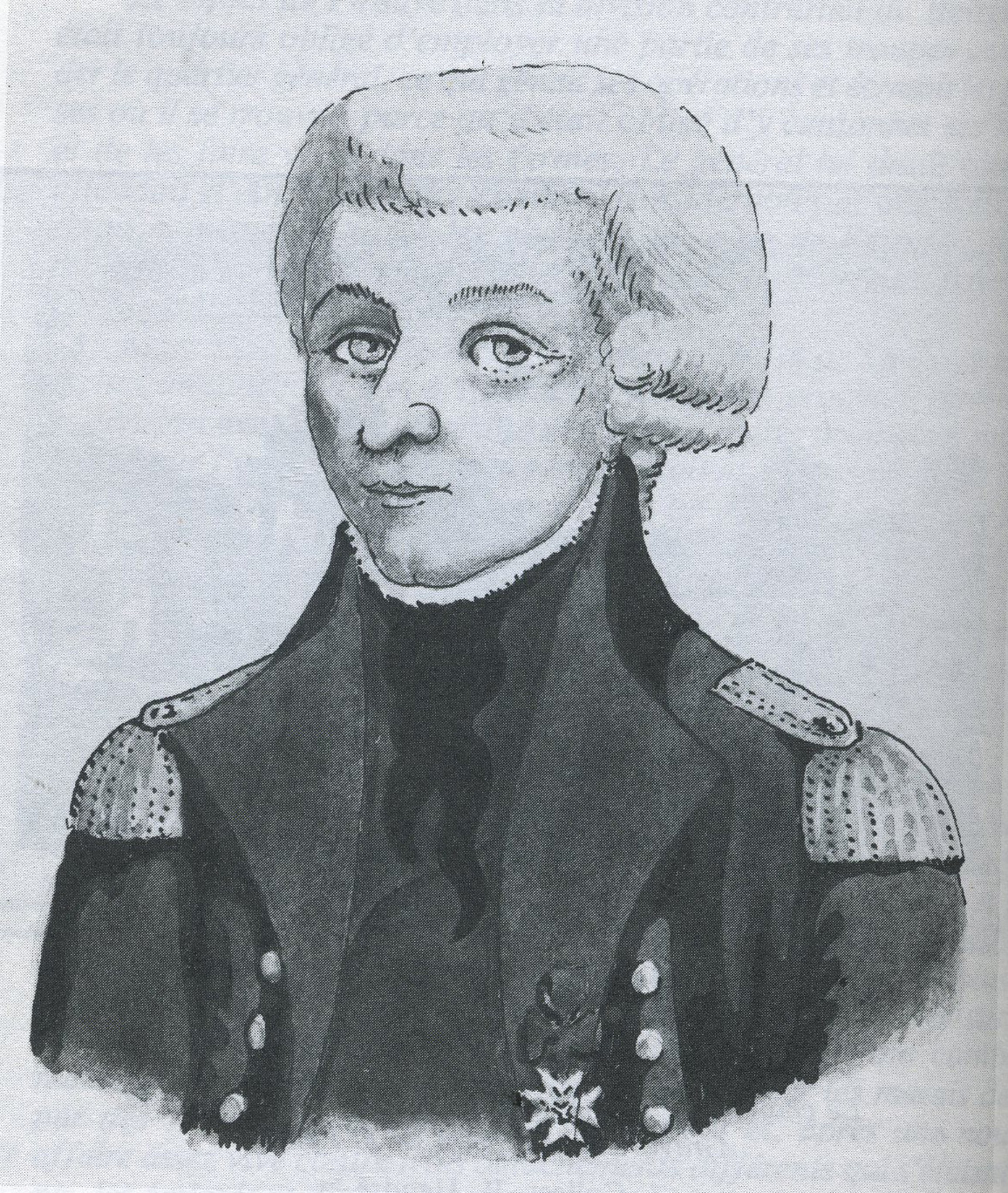
Marie Eugène Charles Tuffin de La Rouërie

Le 21 février, Boisguy reçut la réponse de Marie Eugène Charles Tuffin de La Rouërie, qui devait revenir d'Angleterre:

« Mon cher ami, j'ai trouvé le prince prêt à tout tenter pour nous secourir. Tu verras, par la copie de la lettre que j'ai écrite à M. de Puisaye, le moyen que je lui ai proposé. Tu verras aussi ma conduite envers les émigrés ; j'ai usé du droit d'impertinence, ayant à soutenir l'honneur de mes braves compagnons d'armes. Je te dirais le tout à mon arrivée. [...] Nous partons demain compte que je ne perdrai pas de temps ; je désire trop être auprès de toi. Adieu, cher ami tu recevras en peu des effets, trente espingoles et de la poudre qui te sera directement adressée. Je crois que tu te serviras utilement d'espingoles dans les déroutes que tu ne cesseras d'infliger aux « crapauds ». Tu recevras aussi de l'argent et des pierres. Notre ami Duval t'embrasse, et nous te prions tous les deux de ne pas nous oublier auprès de nos camarades. PS : Je te préviens que M. de Puisaye a la confiance du gouvernement et que la conduite du Morbihan a été très mal vue. Si le projet pour le débarquement a lieu, tu recevras armes et munitions.
Tuffin de La Rouërie, de Jersey, le 10 février 1796. »

Pour permettre aux Britanniques de débarquer des armes, Boisguy attaqua Romazy et Rimou, les deux bourgs furent pris sans difficulté. Mais les gardes nationales de Dol-de-Bretagne, Pontorson et Antrain furent prévenues et attaquèrent à leur tour. Pendant ce temps, une flottille de trois navires anglais partit de Jersey et procéda à trois débarquements d'armes, le premier dans le Cotentin, les deux autres dans la baie de Cancale. Tuffin de La Rouërie, Duval et une quarantaine d'émigrés furent débarqués près de Saint-Méloir-des-Ondes dans la nuit du 15 au 16 mars. Mais cherchant leur chemin dans un pays qu'ils ne connaissaient pas, ils tombèrent sur une patrouille républicaine. Tuffin de La Rouërie fut tué ainsi que quelques autres, Duval parvint à prendre les lettres et à s'enfuir. Après s'être réfugié à Pleine-Fougères, il put rejoindre du Boisguy. L'opération avait été lourde pour les chouans, Duval n'avait pu sauver que 1 000 louis d'or et Boisguy fut fort affecté de la mort de Tuffin qui était un de ses meilleurs officiers et amis.
Mais la situation des chouans n'allait cesser de s'aggraver, Stofflet avait été fusillé le 26 février à Angers, suivi de Charette le 29 mars. La Vendée avait été vaincue, Hoche pouvait alors s'occuper de la chouannerie et transféra son état-major à Rennes. Le 17 mars, il reprenait la direction des opérations. Les renforts républicains en Bretagne augmentaient et, en conséquence, les demandes d'aides des chouans aux Anglais, également. Début avril, Puisaye demanda au gouvernement britannique : des uniformes, des armes, de la poudre, quelques pièces d'artillerie, 500 hussards de Choiseul, les cadres de quelques autres régiments, des officiers du génie et d'artillerie, ainsi que 15 000 livres pour payer les troupes. Les chouans promettaient d'assurer le débarquement à condition d'être prévenus quelques jours à l'avance. Colin de La Contrie partit avec le courrier le 10 avril pour Londres, mais il dut fortement négocier avec le gouvernement et un temps précieux fut perdu.
Enfin, à la fin du mois d'avril, Puisaye quitta les divisions de Fougères et Vitré et partit vers le sud-ouest de l’Ille-et-Vilaine sans donner d'explications.

### Victoire de Hoche

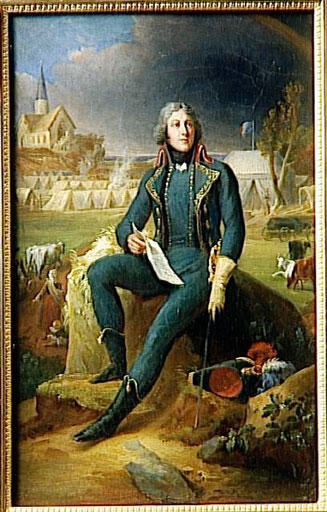
Lazare Hoche, généralissime républicain de l’Armée des côtes de Brest

La Vendée, puis le Maine ayant capitulé, les derniers centres de résistances, le Morbihan, le sud de la Normandie et les territoires dirigés par Boisguy, devaient voir un afflux de troupes républicaines. Hoche tenta alors de détacher les paysans de la chouannerie et proposa aux paysans la remise des taxes arriérées et institua le travail des champs compté comme temps de service dans les armées. Les colonnes mobiles commandées par Hoche et Quantin attaquaient systématiquement les repaires de chouans, réquisitionnant les champs et les bêtes des fermes dont les hommes étaient absents, les communes dans lesquelles des patriotes étaient assassinés furent soumises à de lourdes amendes, les patrouilles le long des côtes s'intensifièrent et les troupes se positionnèrent dans de nombreux cantonnements. Plusieurs chouans sensibles aux avances républicaines commençaient à mettre bas les armes. De leur côté, les capitaines chouans osaient de moins en moins faire disperser leurs troupes après les combats comme cela se faisait habituellement, ils étaient progressivement acculés, n'attaquant que les plus faibles détachements. Les chouans n'ayant plus l'avantage lors des combats, ne pouvaient plus refaire leurs provisions de poudre. De plus, la présence de Puisaye handicapait les chouans d'Ille-et-Vilaine, car il ne participait pas aux combats et de nombreux soldats étaient immobilisés pour veiller à sa protection.
Le 5 mai 1796, Boisguy fut même à deux doigts d'être capturé ; il fut surpris par une colonne de chasseurs de la Montagne commandés par le général Gency, près de Montours. Boisguy chevauchait alors seul avec un de ses capitaines, François Poirier dit « Sans-Chagrin ». Celui-ci fut capturé, mais Boiguy parvint à s'enfuir.
Il est certain toutefois que Sans-Chagrin fit croire aux républicains qu'il était le général du Boisguy. Les soldats l'amenèrent alors au général Claude Gency à La Selle-en-Coglès ou bien à Coglès où Sans-Chagrin fut fusillé.
Les autorités républicaines publièrent alors la nouvelle de la mort d'Aimé du Boisguy :

« Un chef des chouans, trop célèbre pour ses forfaits, un homme aussi renommé dans le département d'Ille-et-Vilaine que Charette dans la Vendée, un digne émule de ce barbare de conspirateur, le féroce Boisguy, vient d'expirer sous les coups de la République, il n'est plus. »

Toutefois, dès le lendemain, le général Hédouville dut démentir la nouvelle mais la rumeur dura encore un certain temps.

« Je vous annonçais hier la mort de Boisguy, chef des chouans du district de Fougères, dans l'affaire qui a eu lieu le 5 à Saint-Sauveur. Des gens, dignes de foi, nous assurent qu'il a été vu depuis le jour où les chasseurs de la Montagne croient l'avoir tué. Leur conduite et surtout celle du tambour-major Mileson n'en est pas moins louable. Il est bien constant que deux chefs de brigands sont tombés sous leurs coups. Puisse Boisguy être du nombre car il n'en existe pas de plus féroce et de plus sanguinaire. »

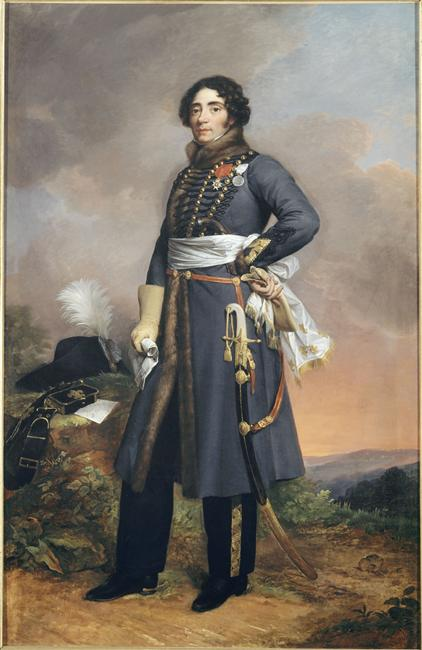
Louis de Frotté

Face aux difficultés qu'ils rencontraient, les chouans ne voyaient que l'aide anglaise comme seule chance de résister. Au milieu du mois de mai, les troupes d'Aimé du Boisguy et de Louis de Frotté firent leur jonction et décidèrent de faire action commune afin d'organiser une opération permettant un débarquement d'armes, de munitions, voire, peut-être de troupes, dans la baie du mont Saint-Michel. Les deux généraux se promirent une assistance mutuelle.
Mais les chouans n'étaient plus victorieux que lors des petits engagements ; pendant le mois de mai 1796, Boisguy fut battu à deux reprises par les troupes de l'adjudant général Bernard.
Devant la situation alarmante des chouans, les Anglais se décidèrent enfin à faire débarquer des munitions en Normandie pour Louis de Frotté qui, au début de juin, envoya un courrier à Boisguy lui demandant de venir chercher la part qui lui était destinée. Mais pour cela, il fallait traverser des zones tenues par les républicains. Puisaye proposa une attaque en masse que Boisguy refusa ; il chargea le capitaine Duval d'aller prendre la livraison avec 400 hommes d'élite et de traverser le terrain discrètement. Le voyage aller se déroula bien. Au retour cependant, près de Saint-Hilaire-du-Harcouët, l'alerte fut donnée et Duval fut accroché ; mais les troupes républicaines ne parvinrent pas à se réunir suffisamment vite et le convoi put passer. Duval ne perdit que deux hommes et huit furent blessés. Il ramena plus de 100 barils de poudre, une très grande quantité, mais il était toutefois un peu tard.

### Capitulation de Boisguy
Partout en Bretagne, les chouans se rendaient. Dans le Morbihan, Cadoudal fit sa soumission le 18 juin, Louis de Frotté ordonna la cessation des combats le 23 juin puis s'embarqua pour l'Angleterre. Aimé du Boisguy fut le dernier à rendre les armes avec la division de Fougères, ce fut le 26 juin 1796. La division de Vitré, informée plus tard, fit sa soumission le 30 juin au général Spital.
Les conditions de paix étaient de déposer les armes et de remettre les munitions. Les transfuges ralliés aux chouans devaient rejoindre l'armée républicaine, les émigrés devaient quitter la France. En contrepartie, l'Ouest était exempt de conscription, les chouans étaient amnistiés et on rappelait que la constitution tolérait tous les cultes religieux.
Le 15 juillet 1796, le Directoire annonçait que « les troubles dans l'Ouest sont apaisés ».

## La pacification

### Vie de Boisguy lors de la pacification
Si Boisguy fut le dernier à rendre les armes, il respecta les clauses du traité et ne provoqua pas de troubles. Boisguy se retira dans son château avec sa mère et son frère, quelques anciens officiers chouans venant parfois lui rendre visite. Le commissaire Julien Loysel écrivit :

« Boisguy est toujours au château du Boisguy, dans la commune de Parigné. Il y vit avec sa mère ; quelques ci-devants chefs de chouans y vont parfois, dit-on, entre autres Larcher-Louvières, surnommé « Hoche ». Il y a quelque temps qu'on nous avait donné des inquiétudes sur le compte de ces deux chefs ; mais ceux mêmes qui nous annonçait la Chouannerie comme près de se révéler disaient que du Boisguy n'était pas de cet avis, qu'au contraire, il faisait réparer son château et l’ameublait. Au reste, la commune de Parigné qu'il habite et qui était très mauvaise, est on ne peu plus tranquille. Ceux qui y dominent principalement voudraient même qu'on prit les plus grandes mesures pour réprimer les pillages et les brigandages qui se commettent encore de temps en temps. Enfin, dans nos cantons les ci-devants chouans se marient sans cesse et prennent des fermes autant qu'il s'en trouve de vacantes. Quant à Boisguy, on le regarde assez généralement ici comme un de ceux qui sont rentrés avec le plus de bonne foi. »

Le 7 septembre 1796, Boisguy assista au mariage, à Parigné, de sa sœur Colette Apolline Marie Picquet du Boisguy avec son compagnon d'armes, Toussaint du Breil, vicomte de Pontbriand, l'ancien commandant de la division de Vitré. Ce dernier invita ensuite Boisguy chez lui, au château de La Caunelaye, près de Dinan et dans lequel Boisguy séjourna deux mois avant de repartir pour son château, continuer à s'occuper des réparations et de l'ameublement.

### Emprisonnement de Boisguy

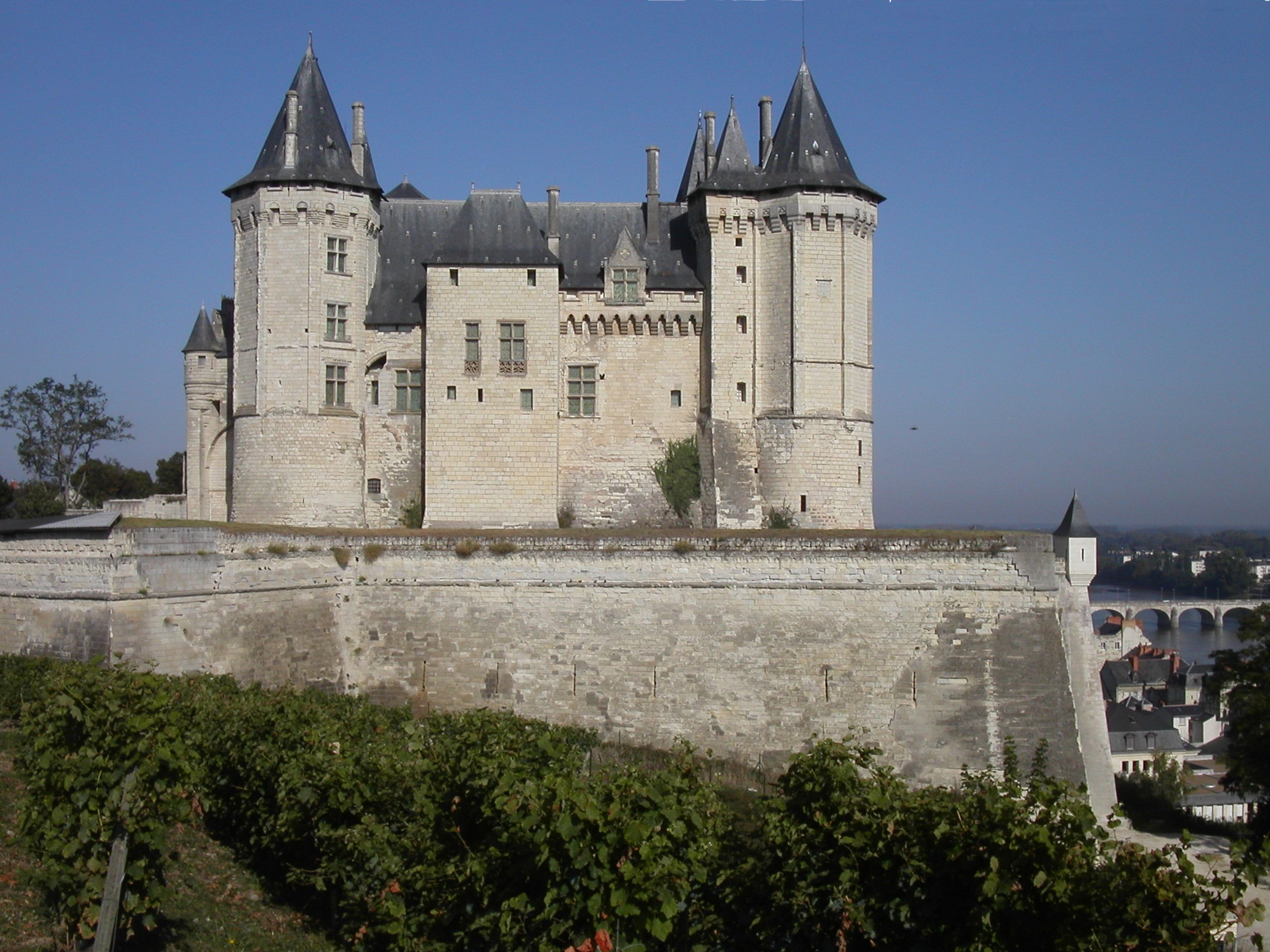
Le château de Saumur où Boisguy fut emprisonné

Mais cette vie calme finit par être interrompue car, dans la nuit du 17 au 18 mars 1797, Boisguy fut arrêté chez lui par les républicains et envoyé à Saumur, où il fut emprisonné au château, dans la tour Grainetière. Les motifs de son arrestation restent inexpliqués. Le commissaire du canton de Parcé écrivit :

« On vient d'arrêter le citoyen Picquet du Boisguy, ci-devant chef des chouans de notre pays. On ignore absolument les motifs de son arrestation. Quels qu’ils soient, on en craint généralement les suites, surtout ceux qui, comme moi, sont obligés, pour l'intérêt public, de s'exposer au matin dans les campagnes, et les craintes sont d'autant plus fondées que cette arrestation inattendue rejette une très grande méfiance parmi les individus qui sont compris dans la pacification. »

Pontbriand intervint alors auprès du général Gabriel de Hédouville afin de dénoncer la captivité de son beau-frère. Mais ce dernier n'avait pas le pouvoir de libérer Boisguy car l'ordre venait du gouvernement qui le considérait comme dangereux. Toutefois, Hédouville put obtenir un allègement de la peine. Il fut déclaré que Boisguy aurait la ville de Saumur pour prison, il fut sorti de la tour Grainetière et mis en liberté après avoir fait et signé la promesse de ne pas s'éloigner au-delà des limites qui lui étaient assignées.

### Lutte entre Chouans et Faux-Chouans
Mais à Paris, les conséquences du coup d'État du 18 fructidor an V allaient faire renaître les troubles qui gagnèrent l'Ouest lors de l'hiver 1797. Au début de l'année 1798, le commissaire François Loysel, remplaçant son frère Julien, décida de relancer les actions des faux chouans. Il soudoya un ancien capitaine d'Aimé du Boisguy, Joseph Boismartel dit « Joli-Cœur ». Ce dernier avait notamment été soupçonné par ses chefs d'avoir participé aux meurtres de deux jeunes femmes, lors du premier combat du Rocher de La Plochais. Resurnommé « Le Prâ », Boismartel prit la tête d'une bande de faux chouans qui s'occupa d'assassiner des prêtres réfractaires, d'anciens chouans, des suspects. Le colonel Pontbriand estima que le nombre de leurs victimes aurait été de 200 en quelques mois. En réaction, quelques bandes de chouans se réorganisèrent et pendant quelque temps, on vit presque des affrontements entre chouans et faux chouans et de multiples règlements de compte. Finalement, le 18 février 1799, Boismartel fut fusillé sommairement par quatre chouans, sa mort provoqua un coup d'arrêt au mouvement des faux chouans du pays. Mais l'exaspération atteint son paroxysme lors de l'application de la loi des otages, qui permettait d'arrêter arbitrairement les familles des suspects. Les chouans décidèrent alors de reprendre les armes et à la suite d'une réunion des officiers, la reprise des hostilités fut fixée pour le 25 octobre 1799.

## La chouannerie de 1799

### Le dernier sursaut

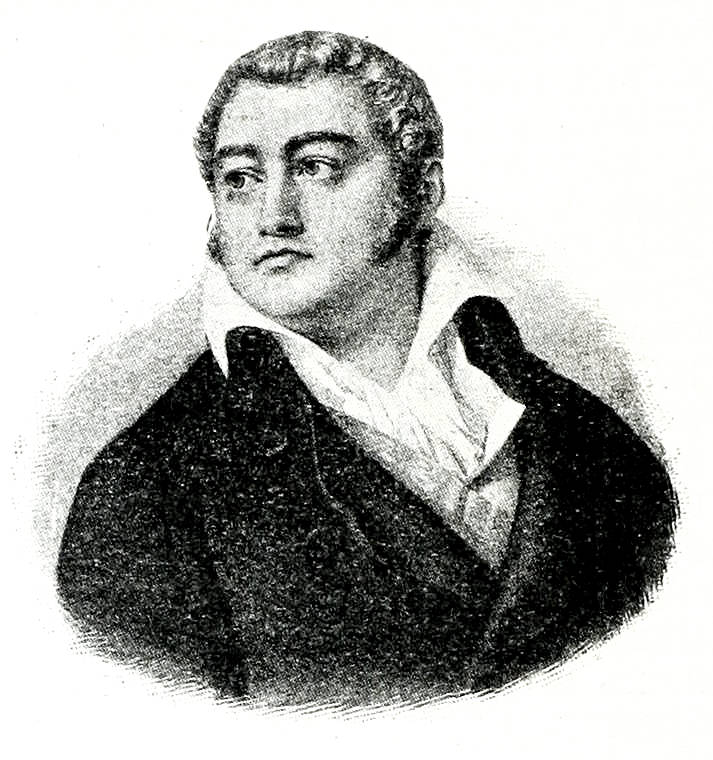
Georges Cadoudal, généralissime des chouans de Bretagne à partir de 1799

Face aux difficultés du Directoire, les royalistes estimèrent que le moment était opportun et passèrent à l'attaque. De son côté, Boisguy avait été renfermé au mois de janvier dans la tour Grainetière. Il parvint à s'évader de Saumur au mois de septembre, mais, blessé lors de l'évasion des suites d'une chute, il ne put participer au début de l'insurrection.
À Challain-la-Potherie, le 2 octobre 1799, Boisguy écrivit à Pontbriand :

« J'arrive au quartier général de Châtillon, où je vais passer quelques jours pour me mettre en état de rejoindre mes braves de Fougères et combattre à leur tête. Mais, avant d'arriver, je veux t'apprendre mon évasion de Saumur. J'ai fait une chute de cinquante pieds de haut en me sauvant. Je me suis fracturé la rotule du genou droit, ce qui a mis un peu de retard à mon arrivée. Je commence à monter à cheval ; je ne veux pas tarder davantage à me mettre à la tête de nos braves.

J'ai appris que ton intention était d'aller à Vitré reprendre ton ancien commandement. Je te prie de n'en rien faire et d'aller de suite prendre le commandement de l'arrondissement de Dinan, où tu t'occuperas sans relâche des moyens de communiquer avec l'Angleterre. Je t'engage d'autant plus à aller où je dis que tu sais combien, dans la dernière guerre, nous avions besoin de faire venir des munitions qui ne nous parvenaient que très difficilement, faute que quelqu'un d'actif ne donnât toute son attention à cette partie si essentielle. Il régnera toujours entre nous un accord parfait, ce qui nous fera entreprendre toutes les choses nécessaires pour atteindre le but que nous nous proposons et qui sera d'une si grande utilité pour nos troupes et celles de toutes les armées royales, auxquelles nous pourrons fournir abondamment toutes les munitions dont elles ont grand besoin. 

Adieu, mon ami ; aussitôt que je serai sous Fougères, je te le manderai, pour que nous nous réunissions pour arrêter verbalement tous nos plans de campagne
Ton ami et frère, Picquet du Boisguy
Général lieutenant de l'armée de Rennes et de Fougères, brigadier des armées du Roi »

Boisguy put enfin gagner Fougères à la mi-novembre, mais son évasion n'avait pas été prévue par les royalistes. Georges Cadoudal, le généralissime de l'armée royale de Bretagne, avait placé à sa place le chevalier de La Nougarède dit « Achille le Brun » et Picot de Limoëlan comme chefs des divisions de Fougères et de Vitré, ainsi que le chevalier de La Prévalaye comme commandant de l'Ille-et-Vilaine. Boisguy renonça à récupérer son ancien poste et décida d'aller combattre un peu plus au sud, dans les environs de Châteaubriant, il y combattit les troupes républicaines des généraux Taponnier, Schilt et Harty.
Le 24 novembre 1799, le général Alexandre Camille Taponnier écrivit à Gabriel de Hédouville :

« Le chouan nommé Aimé du Boisguy, et qui est devenu redoutable à tous nos cantonnements, s'est mis sur le train de ne jamais laisser passer tranquillement une voiture chargée de trésors publics. Il les arrête toutes, saisit les fonds destinés au gouvernement, respecte les individus qui voyagent, et, quelquefois même offre aux plus pauvres des secours. Il prétend que la République a assez volé pour se laisser voler à son tour » »

### Conséquences du coup d'État du 18 brumaire

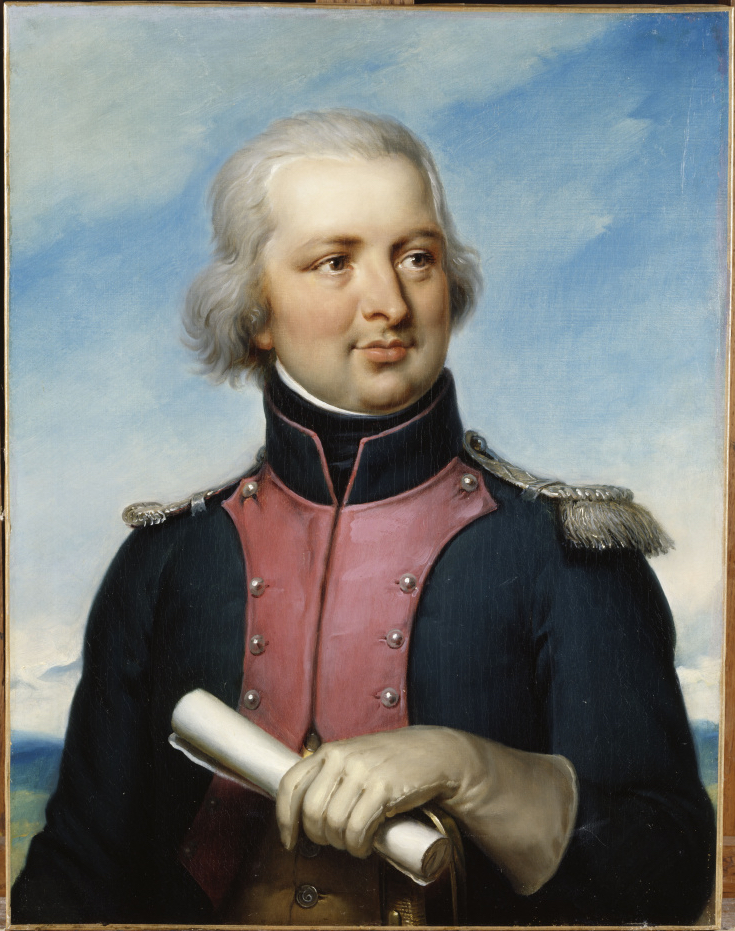
Gabriel de Hédouville

Mais le 9 novembre, le Directoire avait été renversé par le général Napoléon Bonaparte, qui instaura le Consulat. Ce changement de régime fit espérer aux royalistes une restauration de la monarchie et des pourparlers furent entamés. Fin novembre, les hostilités furent suspendues et un armistice fut signé le 18 décembre avec le général Hédouville. Mais des officiers comme Boisguy, Cadoudal, Frotté et Bourmont ne faisaient pas confiance au nouveau régime. Ils ne purent toutefois entraver les négociations. Parallèlement, fin décembre, Boisguy reprenait son poste à Fougères. Il reprit sous ses ordres son frère Louis Picquet du Boisguy, ainsi que les capitaines Hay de Bonteville et Saint-Gilles. Boisguy expulsa d'ailleurs de sa troupe des chouans coupables de brigandages, parmi lesquels, les frères Bobon, ceux qui avaient tué Boismartel. En revanche, en son absence sa colonne normande, dirigée par Dauguet, était passée sous les ordres de Frotté, Boisguy n'avait à ce moment qu'environ 2 000 hommes sous ses ordres.
Mais Bonaparte traitait pour gagner du temps. Rétablissant la situation aux frontières, il rappela le général Guillaume Brune de Hollande et l'envoya, avec ses 30 000 hommes dans l'Ouest, tandis que Hédouville tentait de poursuivre les négociations, ce dernier parvint à prolonger l'armistice jusqu'au 22 janvier. Mais les républicains étaient désormais en position de force. Face à l'arrivée de telles troupes, les chouans comprirent qu’il était inutile de résister. D'Autichamp se rendit le 18 janvier, le 20 janvier, les chefs du Bas Maine et de l'Anjou mettaient bas les armes. Seuls Cadoudal, Boisguy, Frotté et Bourmont entendaient résister, encouragés par des rumeurs annonçant l'arrivée prochaine du comte d'Artois à la tête de 20 000 soldats royalistes et anglais.
Le 20 janvier, malgré la trêve, le combat reprit dans les environs de Saint-James, Boisguy pour les chouans et Dumoulin pour les républicains, rejoignirent le combat qui finit par opposer 2 200 chouans à 4 000 républicains. Malgré leur infériorité numérique, les chouans furent vainqueurs.
Mais La Prévalaye signa la paix le 2 février. Dès lors Georges Cadoudal promut Boisguy au grade de Maréchal de camp et lui confia le commandement de l'Ille-et-Vilaine néanmoins sont commandement ne concernait réellement que les environs de Fougères.
Par la suite 1 800 soldats républicains prirent position à Saint-James et 1 200 autres, à Fougères. Boisguy décida alors d'évacuer le pays de Fougères, de n'y laisser que quatre compagnies, et de se porter vers le sud afin de rassembler les troupes de Vitré et du Maine. Il espérait regrouper 6 000 à 7 000 combattants. Mais lors de la retraite, sur le chemin de la Vieuxville, Boisguy et ses Chouans croisèrent les 4 500 hommes du général Dumoulin, qui les attendaient. En parfaite formation et bien positionnés, les républicains entamèrent des manœuvres d'encerclement. Boisguy, ne pouvant éviter le combat, tenta une attaque sur le flanc droit, mais les chouans, manquant de munitions, durent attaquer à la baïonnette et furent mis en complète déroute. Ils purent cependant se replier sur Parigné. Environ cinquante chouans furent tués, et des centaines d'autres se dispersèrent. Le plan de Boisguy avait échoué, il ne commandait alors plus que 1 000 à 1 200 hommes n'ayant presque plus de munitions, désormais l'issue de la guerre semblait pliée.

### Nouvelle soumission de Boisguy

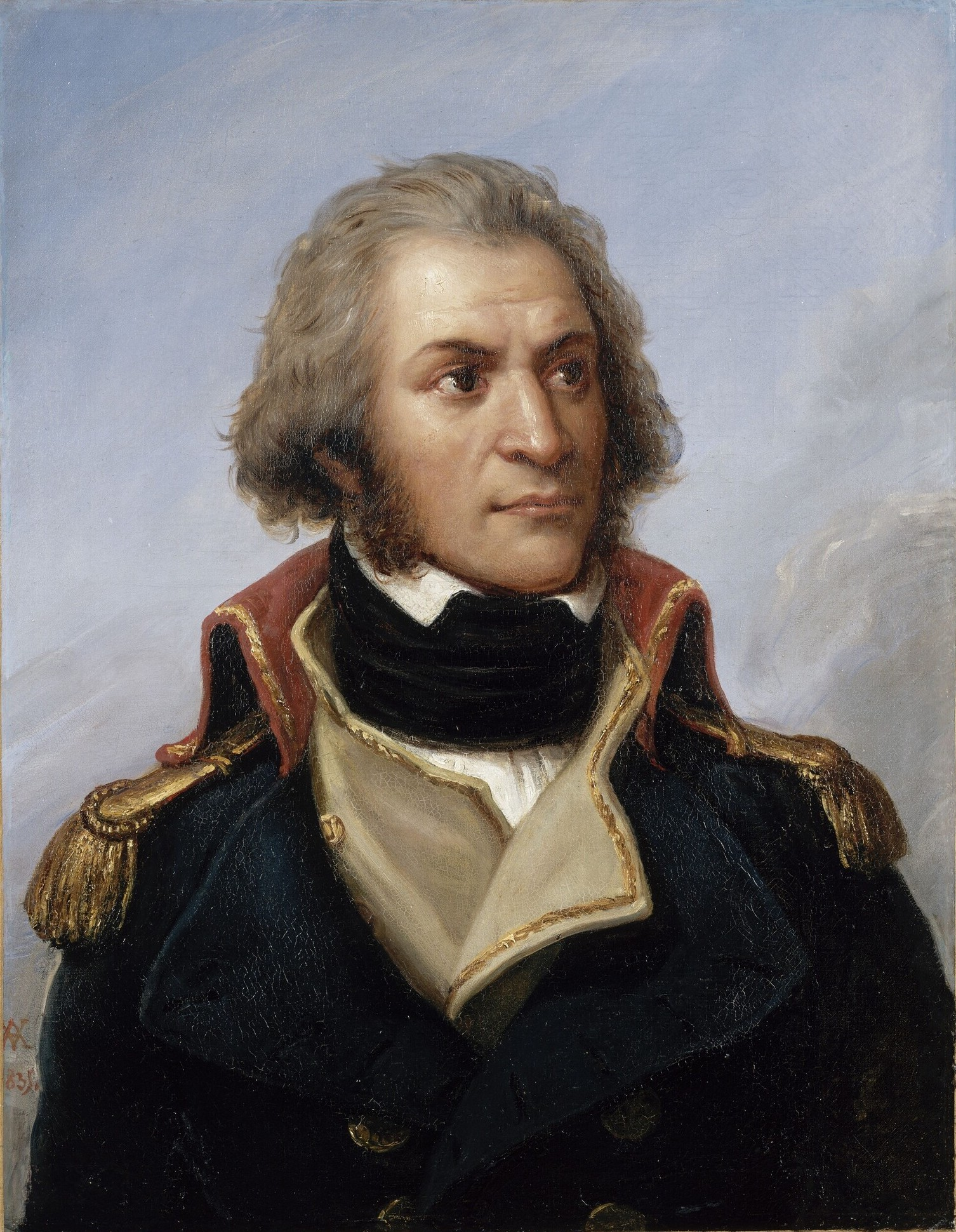
Le général Guillaume Brune

Les derniers irréductibles se rendaient. Bourmont fit sa soumission le 4 février 1800, Frotté fit de même le 8 février mais fut fusillé par les républicains dix jours plus tard. Cadoudal se soumit le 13 février, Boisguy restait seul. Le général républicain Pilotte de La Barolière, excédé, déclara qu'il serait sans pitié si Boisguy ne se rendait pas dans les jours prochains. Ce fut Pontbriand qui, ayant déposé les armes le 13 février, informa Boisguy de la soumission du Morbihan et de Cadoudal et parvint à convaincre Boisguy de se rendre.
Dès lors, le 18 février, ils se rendirent tous deux à Rennes pour traiter avec le général Guillaume Brune. Ce dernier offrit à Boisguy, au nom du Premier Consul, le grade de général de brigade dans l'armée républicaine mais Boisguy refusa. Pontbriand, à qui on offrit le grade de colonel, refusa l'offre également. Boisguy signa alors la paix, il demanda juste la levée du séquestre mis sur les biens de sa famille pour cause d'émigration. Boisguy et Pontbriand demandèrent ensuite à Brune, la liberté pour tous les prisonniers chouans détenus à Rennes, Fougères et Vitré.
Le lendemain, Brune invita les deux officiers chouans à dîner. Lors du repas, il réitéra sa proposition à Boisguy qui la refusa de nouveau, « Ce serait changer de parti, et je crois que l'honneur le défend » répondit-il.
Pontbriand remit ensuite à Brune la liste des chouans prisonniers. Ils étaient au nombre de 122 dont 92 détenus à Rennes. Boisguy exprima alors le désir d'aller lui-même porter l'ordre de libération à ses compagnons d'armes, ce que Brune accepta.

## Vie sous l'Empire et la Restauration

### L'Empire
Pour un article plus général, voir Premier Empire.
Par la suite, Boisguy vécut un moment à Rennes avant d'aller s'établir à Paris avec sa famille. Il tenta plusieurs fois d'obtenir la levée des biens de sa famille.
En 1800 eut lieu à Paris l'attentat de la rue Saint-Nicaise commis par Pierre Robinault de Saint-Régeant et Pierre Picot de Limoëlan, qui tentèrent d'assassiner Napoléon Bonaparte. Bien que Boisguy n'ait joué aucun rôle dans ce complot, ni n'en ait été, semble-t-il, prévenu, il fut malgré tout exilé à Reims à la demande de la police. Son frère Louis fut envoyé à Chartres, il fut un moment arrêté, puis relâché, mais malade à cause de sa vieille blessure au bras, il mourut en 1804.
Finalement en 1802, les Boisguy furent rayés de la liste des émigrés et purent récupérer leurs propriétés. Mais peu de temps après, près de Fougères, Pontbriand faillit être assassiné par des jacobins qui le confondirent avec Aimé du Boisguy. La mère de ce dernier décida alors de vendre le château et ses terres avant de partir vivre près de Reims. Au début de l'année 1805, Joseph Fouché manda chez lui Boisguy et lui renouvela encore l'offre d'entrer dans l'armée impériale, ce qu'il refusa une fois de plus désirant, dit-il, vouloir vivre tranquillement. Fouché permit ensuite à Boisguy de pouvoir désormais circuler librement, ce dernier retourna alors à Paris.
Le 1er avril 1805, à l'âge de 29 ans, Aimé Picquet du Boisguy épousa Adelaïde Geneviève Charton, née le 23 mars 1783 d'une famille lyonnaise (de Pontbriand se trompe en parlant de famille anglaise. Les Charton étaient de vieille origine lyonnaise ) établie à Paris.
De cette union naquirent deux filles Angélique Marie Camille, née le 4 mars 1806 et Bonne Adélaïde, née le 9 septembre 1811.
De son côté, la mère de Boisguy s'installa à Senlis.

### La Première Restauration
Pour un article plus général, voir Première Restauration.
En 1814, l'Empire tomba et la monarchie fut restaurée. Le 30 décembre 1814, Aimé du Boisguy fut confirmé dans son grade de maréchal de camp. Le 10 janvier 1815, il se rendit à Rennes, à l'hôtel de la préfecture, pour une convocation des vétérans et des blessés et mutilés de guerre de la chouannerie.
Boisguy avait été nommé à la tête d'une commission chargée de les indemniser. À la préfecture, d'anciens chouans convoqués furent d'ailleurs assaillis par des émeutiers impériaux ou jacobins. Boisguy se réfugia dans la préfecture et rejoignit le général Bigarré, mais celui-ci, bonapartiste, ne fit pas intervenir la troupe.

### Les Cent-Jours
Pour un article plus général, voir Cent-jours.
Apprenant le retour de l'empereur, Boisguy voulut reprendre le combat et proposa ses services à la famille royale. Mais face à la progression fulgurante de Napoléon et la fuite précipitée de Louis XVIII, Boisguy se décida à retourner combattre en Bretagne mais tomba malade peu avant son départ de Paris. Après l'arrivée de Napoléon à Paris le 20 mars, il fut arrêté et emprisonné à la prison de la Force, puis à la prison Sainte-Pélagie. En l'absence de leur chef, les chouans du pays de Fougères bougèrent peu lors de la chouannerie de 1815.
Finalement, après la défaite définitive de Napoléon, Boisguy fut libéré le 3 juillet 1815.

### La Seconde Restauration
Pour un article plus général, voir Seconde Restauration.
Le 9 mars 1816, Boisguy reprit du service et entra dans l'armée française. Boisguy reçut alors le commandement du département des Ardennes. Il servit à ce poste à Mézières pendant toute la Restauration, il fut seulement nommé le 26 avril 1825 pour prendre le commandement militaire de la ville de Reims pour le sacre de Charles X. La carrière militaire de Boisguy sous la Restauration fut assez tranquille, il ne participa à aucun conflit.
Il fut fait chevalier de la Légion d'honneur, le 18 mai 1820, puis officier le 1er mai 1821 et enfin commandeur, le 23 mai 1825.
Le 29 décembre 1824, sa fille Angélique Marie Camille se maria avec le marquis Nicolas William Wladimir Villedieu de Torcy et donna naissance à deux fils : René-Gaston et Aimé Raphaël Villedieu de Torcy. Sa seconde fille, Bonne-Adélaïde, épousa le comte Louis de Bonnay, le 15 octobre 1831, elle donna, elle aussi, naissance à deux fils; Albert-Joseph-Ange et Henri-Aimé.

### Retraite de Boisguy
Charles X fut renversé le 29 juillet 1830 lors des Trois Glorieuses et la Monarchie de Juillet fut instaurée. Boisguy ne voulut pas servir le nouveau régime et le 7 août, il fut réformé pour refus de serment. Il ne prit toutefois aucunement part à l'Insurrection royaliste dans l'Ouest de la France en 1832.
Aimé du Boisguy retourna alors vivre à Paris et s'établit avec sa femme, 2 rue Tronchet.

### Sa mort

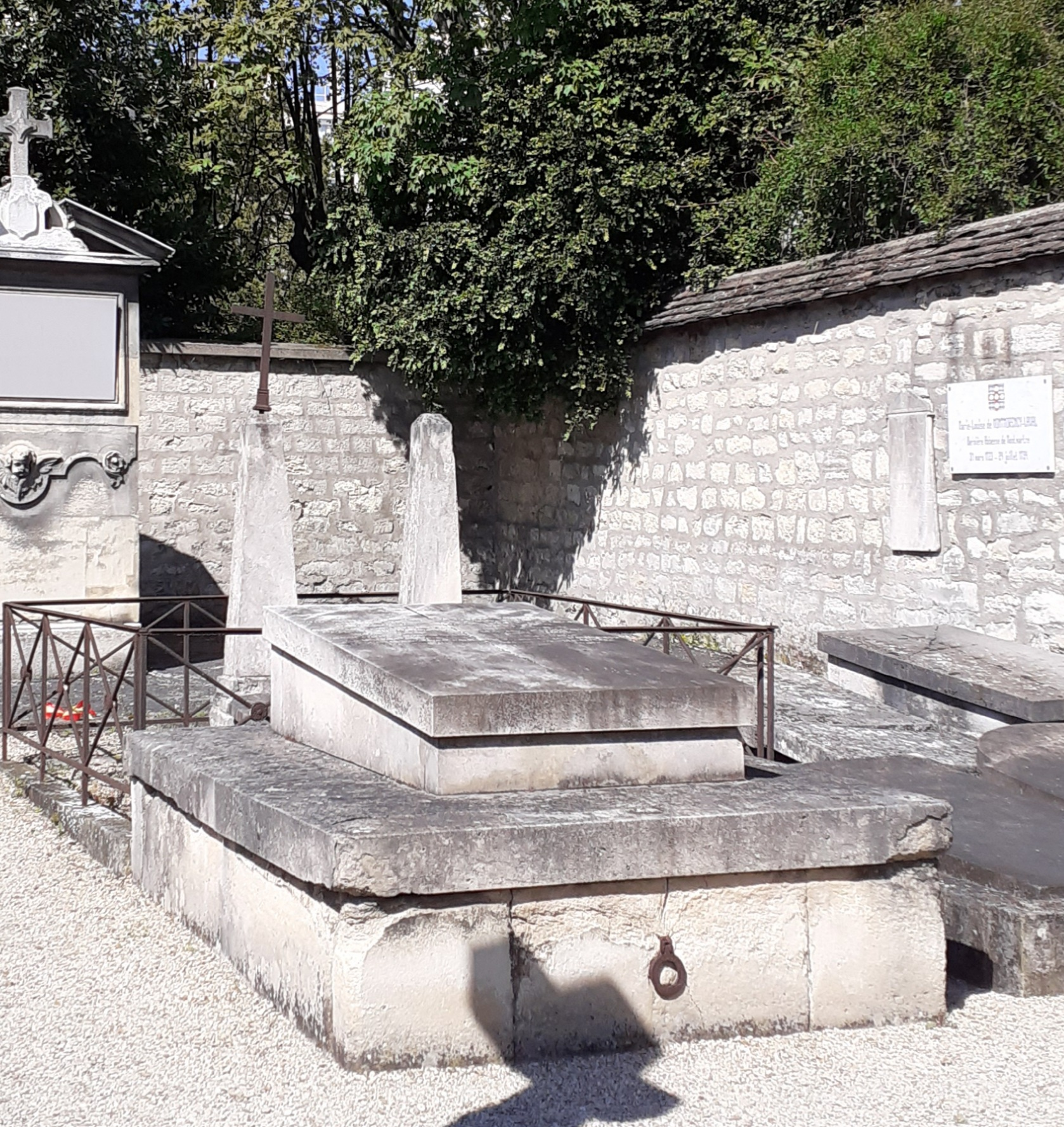
Tombe d'Aimé Picquet du Boisguy - Cimetière de Picpus – PARIS

Le 1er mai 1832, sa mère mourut à Senlis. Il perdit ensuite sa femme, le 21 novembre 1837.
Atteint de la goutte depuis plusieurs années, Aimé Picquet du Boisguy succomba à une nouvelle attaque de cette affection et mourut le 25 octobre 1839 à Paris, 2 rue Tronchet.
Il est enterré au cimetière de Picpus.

## Regards contemportains
« M. Picquet du Boisguy, gentilhomme breton, commandait les Chouans de l'arrondissement de Fougères, sous les ordres de M. de Puisaye. Au commencement des troubles de l'Ouest, il était au collège, âgé seulement de quinze ans. Il quitta le collège et se jeta parmi les insurgés ; dès lors, il déploya un courage et une capacité au-dessus de son âge. Les Chouans de son canton furent mieux organisés, devinrent plus aguerris que ceux des autres parties de la Bretagne, et ce fut principalement à lui qu'ils en furent redevables. »

— Mémoires de Louis d'Andigné.